# Historia Bułgarii (1185–1396)
Historia Bułgarii (1185–1396) – historia Bułgarii w okresie istnienia drugiego państwa bułgarskiego ze stolicą w Tyrnowie. W okresie swego największego rozwoju terytorialnego na początku XIII wieku obejmowało w całości tereny dzisiejszej Bułgarii, a częściowo również: Macedonii Północnej, Albanii, Grecji, Rumunii i Serbii.
Drugie państwo bułgarskie powstało w wyniku powstania Bułgarów i Wołochów pod wodzą braci Asenowiczów przeciw Bizancjum. Po dwóch latach walk, w 1188 roku, Bizantyńczycy uznali niepodległość Bułgarii, która w następnych latach znacznie poszerzyła swe terytorium kosztem słabnącego cesarstwa. Okres największej świetności drugiego państwa bułgarskiego przypada na I połowę XIII wieku na lata po upadku Konstantynopola i powstaniu na Bałkanach szeregu państw łacińskich i greckich. W wyniku świetnego zwycięstwa nad łacinnikami pod Adrianopolem w 1205 roku car Kałojan przyłączył do Bułgarii znaczne obszary Macedonii i Tracji. W 1230 roku po zwycięstwie pod Kłokotnicą na cesarzem Tesaloniki Teodorem Angelosem car Iwan Asen II stał się hegemonem na Bałkanach, w granicach Bułgarii znalazły się wówczas Macedonia i znaczna część Tracji oraz Albanii, a władcy bułgarskiemu podporządkowali się władca Epiru i Tesalii oraz król serbski. Najazd tatarski w 1241 roku a następnie bezpotomna śmierć synów Iwana Asena II i walki o władzę po wygaśnięciu dynastii Asenowiczów zachwiały silną pozycją Bułgarii. Ostatecznie w 1281 roku władzę w państwie przejęła dynastia Terterowiczów. Na lata następne przypada okres dominacji tatarskiej ordy Nogaja nad Bułgarią: powtarzających się najazdów tatarskich, nieustannych ingerencji w sprawy wewnętrzne państwa i upadku autorytetu władzy centralnej. Ostatnim akordem tej dominacji było krótkotrwałe panowanie syna Nogaja Czaki (1299-1300). Powrót do władzy dynastii Terterowiczów na początku XIV wieku pozwolił pokonać tendencje odśrodkowe oraz wzmocnić pozycję polityczną i militarną Bułgarii do tego stopnia, że kolejny car Michał III Szyszman podjął w 1330 roku walkę z Serbią o hegemonię na Bałkanach, przegraną w bitwie pod Welbużdem. Jego następca Iwan Aleksander, dzięki sukcesom militarnym i zręczności dyplomatycznej, zapewnił mimo to swemu państwu okres 30-letniego pokoju, który zaowocował krótkotrwałym rozkwitem gospodarczym i kulturalnym. Ostatecznie po jego śmierci w 1371 roku państwo bułgarskie rozpadło się na dwa odrębne carstwa: tyrnowskie i widyńskie, które zostały kolejno podbite przez Turków w 1393 i 1396 roku.
Przez cały okres istnienia państwa władcy bułgarscy nosili tytuł carów.

## Początki

### Wybuch powstania
Po śmierci Manuela I Komnena (1180) Cesarstwo Bizantyńskie, w którego granicach znajdowały się ziemie bułgarskie, znalazło się w głębokim kryzysie wewnętrznym. Państwo stawało się coraz bardziej konglomeratem ziem rządzonych przez urzędników cesarskich i miejscowych feudałów, nieuznających często władzy cesarskiej. W 1183 roku ziemie Cesarstwa od Belgradu po Serdikę spustoszyli Węgrzy wspólnie z Serbami. W 1185 roku natomiast północną Grecję najechali Normanowie zdobywając Tesalonikę. Ostatniego władcę z dynastii Komnenów Andronika I 12 września 1185 roku rozerwał na strzępy w Konstantynopolu zdjęty paniką i rozszalały motłoch. Władzę w państwie objęła nowa dynastia Angelosów w osobie Izaaka II. Izaak zażegnał niebezpieczeństwo węgierskie, biorąc ślub z dziesięcioletnią córeczką króla Węgier. Na potrzeby uroczystości weselnych nałożył jednak na poddanych ciężkie podatki, które na ziemiach bułgarskich doprowadziły do zamieszek.

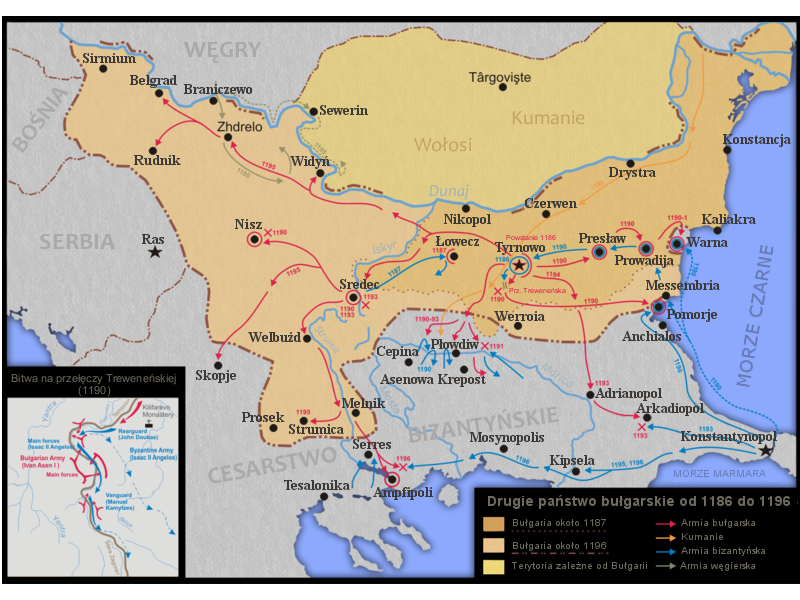
Bułgaria w latach 1186-1196

Jesienią 1185 roku Wołosi z Bałkanów wysłali do cesarza dwóch swoich przedstawicieli celem przeprowadzenia rokowań z cesarzem Izaakiem, Asena i jego brata Teodora. Bracia, określani również kumańskim przydomkiem Bełgun, będącym prawdopodobnie nazwą arystokratycznego rodu kumańskiego, zjawili się w obozie cesarskim w Kipseli (obecnie Ipsala), położonym na wschód od dolnej Maricy. Cesarz prowadził w tym czasie działania wojenne przeciw Normanom. Bracia, posiadając ziemie i zamki w okolicy Tyrnowa, zażądali od cesarza Izaaka II jako gwarancji nadania im w pronoję (bizantyńskie lenno) jednej małej dochodowej posiadłości i zapisania ich w szeregi greckiego rycerstwa. Żądanie sformułowali w tonie raczej zuchwałym i cesarz stanowczo odmówił. Jeden z dworzan spoliczkował nawet Asena. Oburzeni bracia powrócili w swoje strony i wzniecili w przeciążonym podatkami kraju powstanie przeciw Bizancjum.
Odprawieni przez Izaaka II bracia wykorzystali zjazd dostojników kościelnych i ludności zwołany na uroczystość poświęcenia ufundowanej przez nich świątyni świętego Dymitra sołuńskiego w Tyrnowie. Ludowi prorocy wezwali zebranych do powstania przeciw Bizancjum. Wezwanie proroków, natchnionych jak wierzono przez duchy, podjęto z entuzjazmem. Starszy z braci Teodor został ogłoszony carem. Przyjął imię Piotr, na pamiątkę ostatniego wielkiego cara Bułgarii i tytuł władcy Włachów (Wołochów). Wybuch powstania datuje się na wiosnę 1186 roku.

### Walki o niepodległość
Powstańcy, rekrutujący się początkowo spośród półkoczowniczej ludności pasterskiej wołoskiej i słowiańskiej, w krótkim czasie opanowali prawie całą Bułgarię naddunajską i przenieśli działania wojenne do Tracji. Piotr i Asen rozbili w Tracji dwie armie bizantyńskie. W rękach greckich pozostały jedynie miasta na wybrzeżu czarnomorskim. Latem 1186 roku Izaak II wkroczył z wielką armią do Bułgarii i odzyskał utracone twierdze. Powstańcy zostali rozproszeni, a Piotr i Asen schronili się na przeciwległym brzegu Dunaju, na ziemiach Kumanów, wśród których rodzina Asenowiczów posiadała rozległe stosunki. W drodze powrotnej do Konstantynopola cesarz spalił bułgarskie zasiewy. W rezultacie na stronę powstańców przeszła również ludność rolnicza, wyłącznie słowiańska, zwana Bułgarami, a nawet, zamieszkujący te ziemie i przeciążeni podatkami, Grecy.
Jesienią 1186 bracia powrócili na czele nowych wojsk, wspomagani przez posiłki Kumanów i ruskich brodników. Bez większego trudu opanowali ziemie między Dunajem a Starą Płaniną, po czym ponownie najechali Trację, pustosząc ziemie wokół Ajtos, Anchialos i Werroi. W tym czasie wystąpił też przeciw Bizancjum sojusznik obydwu braci Dobromir Chryz, w późniejszym czasie władca ziem w zachodniej Macedonii wokół twierdzy Prosek nad Wardarem. Wiosną 1187 roku Izaak II rozbił armię powstańczą pod Lardeą w Tracji (w pobliżu obecnego Karnobatu) i jesienią po raz drugi przekroczył pasmo górskie Starej Płaniny. Obległ twierdzę Łowecz broniącą dostępu do Tyrnowa, ostatecznie jednak po trzymiesięcznym oblężeniu zmuszony był zawrócić. Tymczasem korzystając z walk w Bułgarii Stefan Nemania, władca Serbii, poszerzył swoje posiadłości kosztem Cesarstwa. W Azji Mniejszej wybuchło powstanie. Izaak II nie mógł kontynuować wojny. Na przełomie maja i czerwca 1188 roku zgodził się zawrzeć pokój z Piotrem i Asenem. Bizancjum uznało istnienie niezależnego państwa bułgarskiego. Nowe państwo objęło tereny sięgające na zachodzie po rzekę Iskyr, na wschodzie do wybrzeży Morza Czarnego, na północy po Dunaj, a na południu do Starej Płaniny. Wybrzeże czarnomorskie i Tracja pozostały w rękach greckich. Jako zakładnika gwarantującego zachowanie pokoju obydwaj bracia przysłali na dwór cesarski w Konstantynopolu najmłodszego brata Kałojana.

### Ekspansja

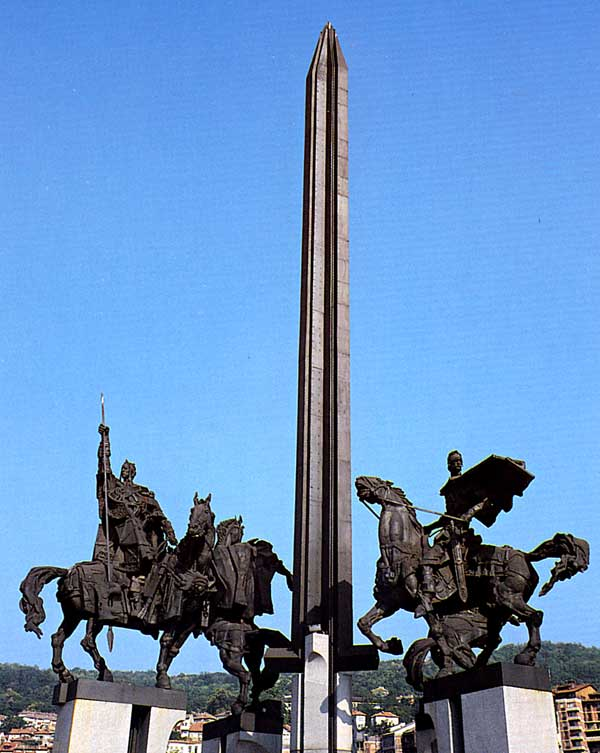
Pomnik Asenowiczów – Wielkie Tyrnowo 1987

Jesienią 1188 roku starszy brat Piotr pod przymusem zrzekł się tronu, zachowując tytuł cara i władzę nad rejonem Presławia. Asen został w Tyrnowie koronowany na cara Wołochów. Tymczasem w Palestynie władca Egiptu Saladyn zadał krzyżowcom sromotną klęskę pod Hattin i wkroczył do Jerozolimy. W lecie 1187 roku Fryderyk Barbarossa ruszył szlakiem lądowym przez Węgry i wkroczył na Półwysep Bałkański. Fryderyk został podjęty z wielkimi honorami w Niszu przez wielkiego żupana Stefana Nemanię, szukającego sprzymierzeńca przeciw królowi Węgier, który zawarł przymierze z osłabionym Bizancjum. Do zabiegów o zawarcie sojuszu przeciw Bizancjum włączył się też Asen I. Obaj władcy wystąpili nawet z propozycją złożenia przysięgi lennej Fryderykowi. Korzystając z trudności cesarza bizantyńskiego, Bułgarzy zapuścili się aż do Tracji, a Serbowie zaatakowali i zdobyli ważniejsze miasta od Skopje i Prizren po Sofię. Ostatecznie krzyżowcy z pomocą bizantyńską przeprawili się do Azji Mniejszej. Po ich odejściu Izaak II przygotował wyprawę odwetową za złamanie pokoju łoweckiego. Wiosną 1190 roku przekroczył Starą Płaninę i obległ Tyrnowo. Wycofał się jednak na wieść o zbliżaniu się od północy silnej odsieczy kumańskiej. Podczas odwrotu przez przełęcze bałkańskie wpadł w zasadzkę w wąwozie górskim Starej Płaniny, prawdopodobnie na Przełęczy Treweneńskiej i poniósł sromotną klęskę. Utracił armię, zgubił nawet własny hełm i sam ledwie uniknął śmierci. Z trudem dotarł do Werroi, a stamtąd do Konstantynopola. Po tej klęsce Bułgarzy i Kumani najechali ziemie wokół Sredca, opanowali przejściowo Warnę i Anchialos, wtargnęli głęboko w dolinę rzeki Strumy, a w 1191 roku, spustoszyli okolice Płowdiwu. Walki trwały do 1194 roku, kiedy to siły bizantyńskie zostały rozbite pod Arkadiopolem (Lüleburgas), co umożliwiło Bułgarom zajęcie Sredca.
Izaak II próbował odnowić sojusz bizantyńsko-węgierski, wymierzony przeciw Bułgarom. W trakcie przygotowań do podjęcia kontrofensywy został jednak strącony z tronu przez brata Aleksego III. Przewrót wewnętrzny w Bizancjum ułatwił jeszcze Asenowi prowadzenie działań wojennych. Latem 1195 roku armia bułgarsko-kumańska zajęła dolinę rzeki Strumy i pod twierdzą Seres rozbiła Bizantyńczyków dowodzonych przez Aleksego Aspietesa. Wódz bizantyński dostał się do niewoli, a Bułgarzy zajęli grody Strumicę i Melnik. Po tej kampanii państwo Asena objęło zachodnie pasma Rodopów i południowo-wschodnią Macedonię. W tym czasie Bułgarzy zdobyli też na Węgrach ziemię widyńską, braniczewską i belgradzką. W 1196 roku w trakcie ponownej wyprawy na południe Asen I pokonał Greków i wziął do niewoli ich dowódcę sebastokratora Izaaka.
Dopóki działalność braci Piotra i Asena była skierowana ku oderwaniu ziem bułgarskich od cesarstwa, cieszyła się poparciem bojarów, którzy w uniezależnieniu się od Bizancjum widzieli perspektywę objęcia nowych ziem i zyskania większej niezależności. Centralizacyjna polityka Asena I, prowadzona w oparciu o wojsko złożone z drobnego bojarstwa i kumańskich oddziałów posiłkowych, doprowadziła do powstania spisku bojarskiego przeciw Asenowi, zręcznie wspieranego przez bezsilne w otwartej walce Bizancjum. Spiskowcy, zapewnieni o pomocy wojskowej ze strony Bizancjum, zamordowali Asena I. Władzę w Tyrnowie objął przywódca spisku, krewny Asena I, bojar Iwanko. Piotr obległ Tyrnowo. Bizantyńczycy z powodu rozruchów w armii nie mogli przyjść Iwance z pomocą i ten zbiegł do Konstantynopola. Tron carski w Tyrnowie ponownie objął Piotr. Rządził tylko przez rok. Opozycja bojarska zawiązała bowiem nowy spisek i zamordowała go w 1197 roku.

## Apogeum

### Kałojan

#### Pierwsze podboje

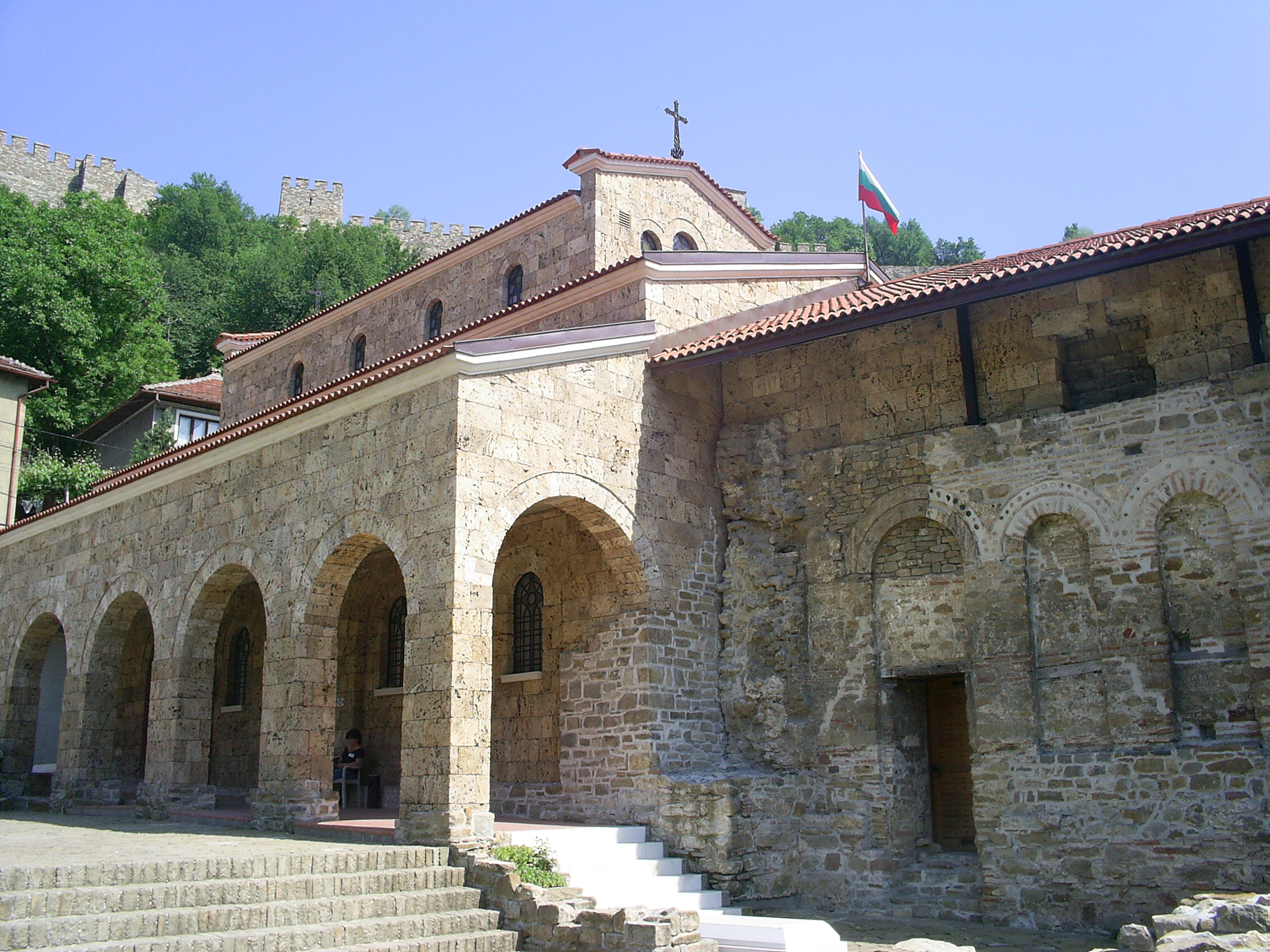
Cerkiew Czterdziestu Męczenników, Wielkie Tyrnowo, Bułgaria

Po śmierci Piotra zbiegł z Konstantynopola, wysłany tam w 1188 roku jako zakładnik, trzeci z braci, Kałojan. Wbrew woli spiskowców objął tron carski. Stosując surowe kary, w krótkim czasie rozprawił się z opozycją. Najwybitniejsi przedstawiciele opozycji bojarskiej przeszli na służbę cesarską. Iwanko otrzymał od cesarza w zarząd graniczną prowincję płowdiwską. Poddaństwo bizantyńskie przyjął również władca Macedonii strumskiej, Dobromir Chryz. Wzmocniony sojuszem z dwoma wielkimi bojarami Aleksy III podjął przygotowania do wyprawy na Bułgarię. W trakcie tych przygotowań Iwanko, zorientowawszy się w słabości cesarstwa, zbuntował się przeciw cesarzowi i utworzył w Rodopach i wschodniej Macedonii własne państewko, obejmujące tereny od ujścia Mesty do środkowego biegu Ardy i pasma Kusznica w Rodopach. W tym samym czasie Dobromir Chryz zajął część Macedonii wardarskiej z twierdzą Prosek i utworzył również własne państwo.
W zmienionej sytuacji Kałojan zawarł przymierze z Iwanką przeciwko Aleksemu. Aleksy III skierował teraz swoją armię przeciw Iwance i Dobormirowi Chryzowi. Kałojan, korzystając ze związania sił bizantyńskich w Macedonii, najechał wraz z Kumanami Trację, zdobywając silną twierdzę przygraniczną Konstancję (w pobliżu wsi Kostenec), a następnie zajął Warnę i kolejne twierdze wybrzeża czarnomorskiego. Około 1200 Iwanko utracił ostatnie zamki i posiadłości w Rodopach. Dobromir Chryz stawiał jednak nadal opór, a ponadto zbuntowali się dowódcy bizantyńscy Manuel Kamitza i Jan Spiridonaki, namiestnik ziemi Smolan. W 1201 roku cesarz ostatecznie zawarł pokój z Kałojanem, zrzekając się praw do ziem zdobytych przez Bułgarów pomiędzy 1195 a 1201 rokiem: zachodnich Rodopów, południowo-wschodniej Macedonii i wybrzeża Morza Czarnego na północ od Starej Płaniny. Cesarz zrzekł się również pretensji do ziem macedońskich zajętych przez Dobromira Chryza. W 1203 roku, wykorzystując trudne położenie cesarstwa zaatakowanego przez krzyżowców, Kałojan zaatakował część ziem Chryza, twierdze: Prosek, Prizren na Kosowym Polu i Skopje.

#### Konflikt z Węgrami

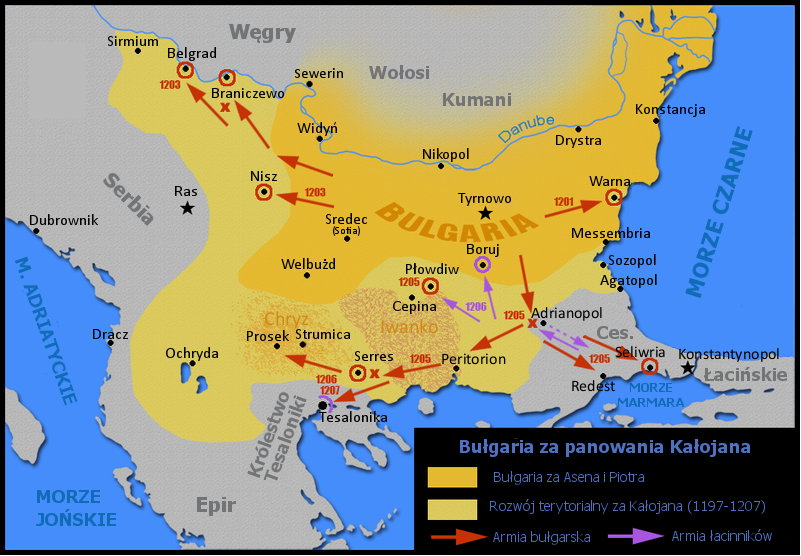
Bułgaria za panowania cara Kałojana

Po zajęciu Macedonii Kałojan prowadził ciężkie walki z królem węgierskim Emerykiem, który przejściowo opanował Belgrad i Braniczewo, przyjmując nawet tytuł króla Bułgarów. W 1203 roku przy pomocy Kumanów Kałojan pokonał Węgrów i odebrał im Belgrad i Braniczewo. Pobiwszy Węgrów osadził na tronie serbskim Stefana Nemanicza, usunąwszy najpierw jego brata Wukana, stronnika węgierskiego. W zamian za pomoc w objęciu władzy Stefan oddał Kałojanowi Nisz.

#### Unia z Rzymem
Zagrożony przymierzem węgiersko-bizantyńskim jeszcze w 1199 roku Kałojan rozpoczął pertraktacje z Rzymem. Zachowała się interesująca korespondencja cara z papieżem Innocentym III. W zamian za zawarcie unii z Rzymem papież zaofiarował Kałojanowi koronę królewską, pośrednictwo w sporze z Węgrami i pomoc przeciw Bizancjum. W 1202 papież wysłał do Bułgarii swojego kapelana Jana de Casamaris celem przeprowadzenia wstępnych negocjacji, w wyniku których w 1204 roku do Tyrnowa przybył legat papieski kardynał Leone Brancaleone. 8 listopada koronował on Kałojana na króla Bułgarii (rex Bulgariae). Dzień wcześniej metropolita tyrnowski Wasilij został wyświęcony na arcybiskupa tyrnowskiego i prymasa Bułgarii i Włachii, stając się faktycznie niezależnym od Konstantynopola. Przygotowywana unia nie odegrała większej roli, gdyż papież odmówił żądaniom Kałojana przyznania mu tytułu cesarza (imperatora), a tytułu patriarchy arcybiskupowi Wasilijowi. Po załamaniu się planów dotyczących unii jej zwolennik Wasilij zrezygnował z urzędu i udał się na Atos.

#### Podboje w Tracji
Rok 1204 przyniósł całkowitą zmianę układu sił na Bałkanach. 13 kwietnia krzyżowcy zdobyli Konstantynopol. Na gruzach Bizancjum powstało Cesarstwo Łacińskie. W południowej Macedonii Bonifacy z Montferratu utworzył sięgające po Beocję Królestwo Tesaloniki. Dalej na zachód powstało Księstwo Filipopolu, oddane w lenno Ranierowi de Tri, a w Epirze państwo greckie pod władzą Angelosów-Dukasów-Komnenów. Kałojan przyjął początkowo ugodową politykę w stosunku do łacinników. Ci jednak powiadomili go, że uważają Bałkany za sferę władzy bizantyńskiej, a zatem że uznają Kałojana i jego poddanych za swoich wasali. W tej sytuacji Kałojan dał posłuch arystokracji bizantyńskiej w Tracji, pragnącej przy pomocy cara bułgarskiego wskrzesić cesarstwo bizantyńskie.
Wiosną 1205 roku wybuchło w Tracji powstanie miejscowej ludności przeciw łacinnikom. Mieszkańcy Didymoteichos (bułg. Dimotika) zabili wasala cesarza łacińskiego Hugona de Saint-Paul i opanowali twierdzę. Wenecka załoga została zmuszona do opuszczenia Adrianopola. Stronnictwo probułgarskie zwyciężyło w Filipopolu. Garnizony mniejszych miast trackich zostały wymordowane lub zmuszone do ucieczki. Kałojan wkroczył do objętej powstaniem Tracji. 14 kwietnia 1205 roku rozgromił pod Adrianopolem wojska łacińskie. Cesarz Baldwin I dostał się do niewoli i zmarł w więzieniu w Tyrnowie. Po zwycięstwie pod Adrianopolem Kałojan ogłosił się, wzorując się na cesarzu bizantyńskim Bazylim Bułgarobójcy, Rzymianobójcą.

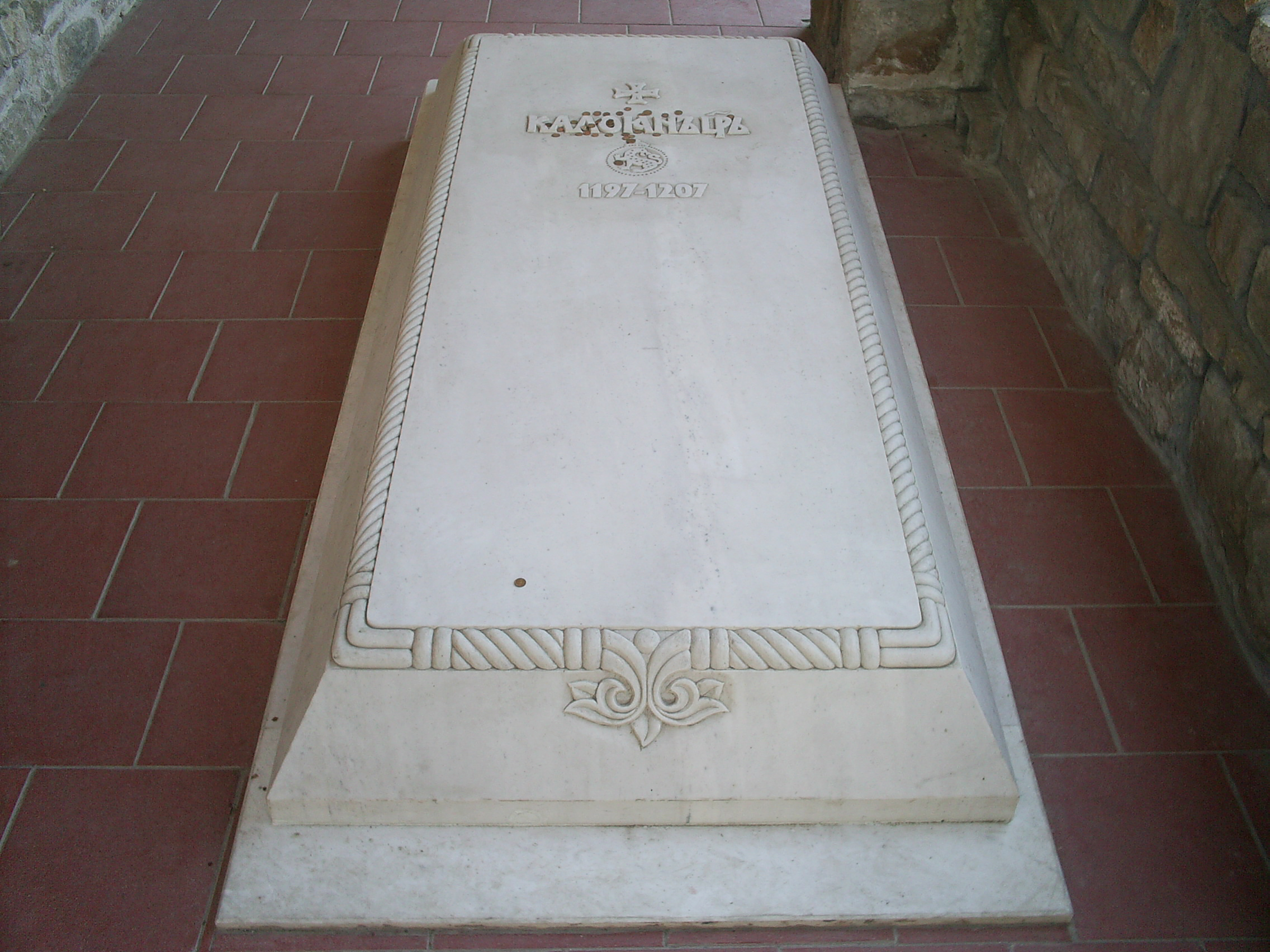
Grób Kałojana w Tyrnowie

 Cios zadany przez Kałojana Cesarstwu Łacińskiemu na początku jego istnienia pozwolił okrzepnąć greckiemu Cesarstwu Nicejskiemu w Azji Mniejszej, a w przyszłości odrodzić się Cesarstwu Bizantyńskiemu. Spod Adrianopola Kałojan postąpił nawet w kierunku Konstantynopola, ostatecznie zawrócił jednak na zachód, zdobywając Serres, Moglen, Ochrydę i Berroję. Wreszcie korzystając z nieobecności Bonifacego z Montferratu, który walczył na południu Grecji, obległ Tesalonikę. Musiał jednak przerwać oblężenie i bronić świeżych zdobyczy w Tracji przeciw bratu i następcy Baldwina – Henrykowi. Walki z Cesarstwem Łacińskim toczyły się przez 1206 i 1207 rok. W 1207 roku w zasadzce bułgarskiej zginął powracający z Konstantynopola Bonifacy z Montferratu. Kałojan opanował całą niemal Macedonię i obległ Tesalonikę. W trakcie oblężenia został zamordowany we własnym namiocie przez swego naczelnego wodza, Manastyra, bojara kumańskiego, działającego z namowy kumańskiej żony Kałojana i jego siostrzeńca Boriła. Ciało zamordowanego cara przewieziono do Tyrnowa i pochowano w cerkwi świętych Czterdziestu Męczenników.

### Kryzys
Po śmierci Kałojana Borił (1207-1218) poślubił wdowę po zamordowanym wuju i objął władzę w państwie. Chcąc zapewnić swoje panowanie, wygnał z kraju członków rodziny panującej. Synowie Asena I: Aleksander i Iwan Asen schronili się u Kumanów, a następnie na Rusi Halickiej. Brat Boriła Strez zbiegł do Serbii, po czym przy pomocy wielkiego żupana Stefana Nemanicza zdobył Macedonię i oderwał ją od Bułgarii, za stolicę obierając sobie Prosek. Idąc za przykładem Streza, i inni krewni Boriła ogłaszali się panami swych ziem. Kuzyn Boriła Aleksy Sław utworzył państewko w Rodopach i został wasalem cesarza łacińskiego Henryka. Bułgaria rozpadła się na szereg państw. Borił utracił większość zdobyczy Kałojana. Węgrzy zagarnęli Belgrad i Braniczewo, Serbowie Nisz. Wiosną 1208 Borił na czele wielkiej armii bułgarsko-kumańskiej uderzył na pozostającą w ręku łacinników Trację, poniósł jednak klęskę pod Płowdiwem i utracił należące do Bułgarii ziemie w Tracji.
Z osłabieniem władzy centralnej łączyło się pogorszenie położenia ludności wiejskiej i miejskiej. Bojarzy podporządkowywali sobie wolną dotychczas ludność, włączając do swych posiadłości wsie carskie i kościelne wraz z cerkwiami i klasztorami. Car Borił przyznał majątkom bojarskim pełny immunitet gospodarczy, a być może także sądowy. Niepewna sytuacja społeczna przyniosła ponowne ożywienie ruchu bogomilskiego. W Sredcu na czele na czele nowo powstałej gminy stanął dziad (dedec) Piotr. Wzmocniły swą działalność kościoły Bułgaria, Draguwitia i Melnik – rozwijające się w Macedonii, a więc na terenach rządzonych przez rywalizujących z Boriłem Aleksego Sława i Streza. Borił zwołał na 11 lutego 1211 do Tyrnowa wielki sobór przeciw bogomiłom z udziałem duchowieństwa i bojarów. Po zakończeniu obrad synodu car polecił opracować synodik, przełożony z greckiego synodika z IX wieku, zawierający formuły potępienia i anatemy na różne herezje. Bogomili zostali oskarżeni o spisek na życie cara i potępieni jako rozbójnicy i zabójcy. Rozpoczęły się ich prześladowania w Bułgarii.
W 1211 bojarzy kumańscy podnieśli bunt w Widyniu i wezwali na pomoc Węgrów. Bunt został stłumiony. W 1212 roku połączone armie Boriła i sewastokratora Streza zostały rozbite przez Łacinników cesarza Henryka i Greków z Epiru pod Pelagonią. Po tej klęsce Borił zawarł w 1213 roku sojusz z cesarzem Henrykiem i wydał za niego swą córkę Marię, po czym obległ Streza w Proseku. W 1214 roku armie obu sojuszników pokonał Stefan Nemanicz. W tym samym roku zmarł Strez, będącą pod jego władzą, prawie całą Macedonię, zajął jednak nie Borił lecz władca Epiru Teodor Angelos Dukas Komnen.
Po kolejnych niepowodzeniach Boriła opozycja przeciw jego rządom porozumiała się z przebywającymi na wygnaniu Iwanem Asenem i Aleksandrem. W 1217 roku Iwan Asen wkroczył z oddziałami ruskimi do Bułgarii, opanował większość terytoriów i obległ cara w Tyrnowie. Po siedmiu miesiącach w 1218 roku oblężeni otwarli przed Iwanem Asenem bramy. Borił został schwytany i oślepiony.

### Iwan Asen II

#### Ustabilizowanie sytuacji wewnętrznej

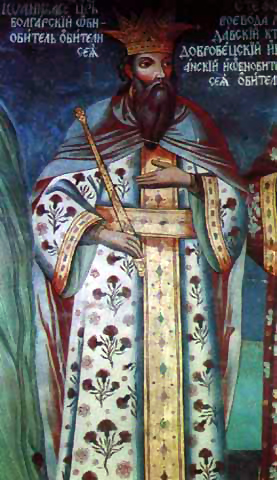
Iwan Asen II
obraz z monastyru z Góry Atos

Objąwszy władzę, Iwan Asen II (1218-1241) musiał się uporać z silnymi tendencjami odśrodkowymi reprezentowanymi przez wielkie bojarstwo. Umiejętnie wykorzystał przeciw wielkim feudałom poparcie drobnego bojarstwa i duchowieństwa. Podjął też starania o uzyskanie poparcia u mieszczan. Zajął tolerancyjne stanowisko wobec prześladowanych za panowania Boriła miejskich gmin bogomilskich. Zadbał też o prawo do używania własnego języka przez Greków, stanowiących element dominujący w wielkich miastach nad Morzem Czarnym i na południu w Macedonii i Tracji. Ustabilizowanie sytuacji wewnętrznej i pokojowa polityka zewnętrzna zapewniły szybki rozwój gospodarczy i rozkwit życia miejskiego. Dzięki małżeństwu z Anną Marią Węgierską, córką króla węgierskiego Andrzeja II, Iwan Asen II odzyskał utracone przez Boriła ziemie belgradzką i braniczewską. Nawiązał też przyjazne stosunki z Serbami oraz z władcą Epiru Teodorem Angelosem.

#### Zwycięstwo nad Teodorem Angelosem
Dopiero sukcesy władcy Epiru, który w 1225 roku opanował łaciński Adrianopol, a w 1227 roku koronował się na cesarza Romejów, zgłaszając tym samym pretensje do sukcesji po Cesarstwie Bizantyńskim, zdestabilizowały sytuację. W 1228 roku zmarł cesarz łaciński Robert de Courtenay i z Konstantynopola zostały podjęte rozmowy z carem Iwanem Asenem na temat przekazania regencji w okresie małoletniości cesarza Baldwina II carowi. Iwan Asen II był spowinowacony poprzez węgierski dom panujący z rodziną de Courtenay, a związki te miały zacieśnić dodatkowo zaręczyny córki carskiej Heleny z młodym cesarzem. Nie czekając na objęcie regencji przez cara, wiosną 1230 roku Teodor Angelos wkroczył od strony Adrianopola na ziemie swego sojusznika. Car wyruszył na spotkanie najeźdźcy, przytwierdziwszy do sztandaru pergamin z pogwałconym przez Teodora traktatem. We wspomnienie czterdziestu męczenników, 9 kwietnia, w bitwie pod wsią Kłokotnica, armia grecka została rozgromiona. Cesarz Teodor został pojmany, uwięziony w Tyrnowie i oślepiony.
Rozległe połacie państwa Teodora padły łupem Iwana Asena II. Wojska bułgarskie w krótkim czasie, nie napotykając oporu, opanowały Trację Adrianopolską, Macedonię Wardarską i Egejską aż do Olimpu, Albanię od gór Pindu do Jeziora Szkoderskiego. W ręku uznającego jego zwierzchnictwo brata Teodora, Manuela car pozostawił Tesalię i Epir z Tesaloniką. W strefie wpływów Iwana Asena II znalazła się również Serbia. Zięć Teodora Radosław został zdetronizowany, a jego miejsce zajął brat Władysław, który poślubił córkę Iwana Asena.

#### Rozkwit gospodarczy i kulturalny

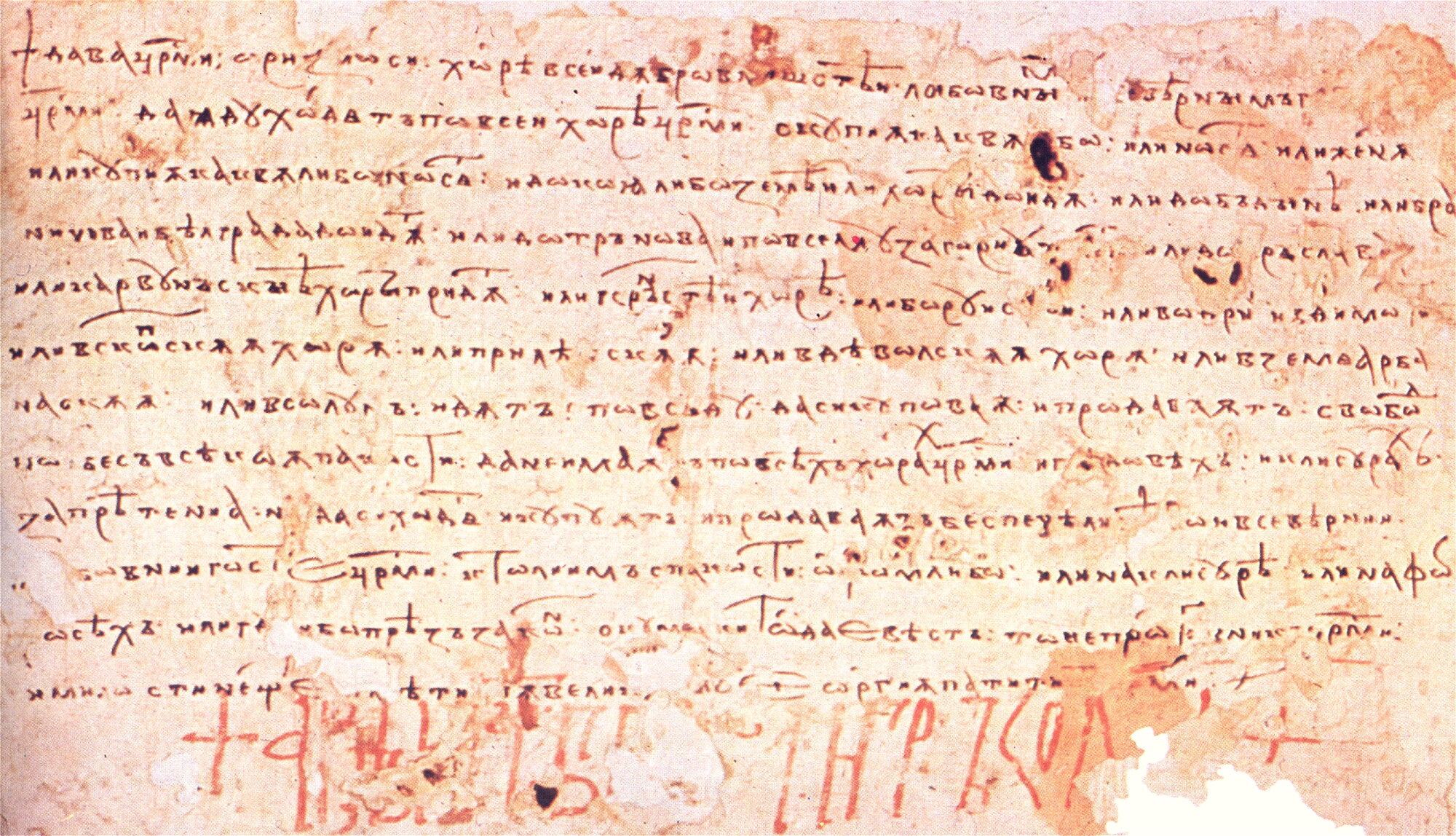
Przywilej Iwana Asena II dla kupców dubrownickich

Zwycięstwo przyniosło też zmiany gospodarcze. Około 1230 roku pojawił się pierwszy bułgarski pieniądz. Car bił monety w dużych ilościach, przeważnie srebrne (aspry). Monety były częściowo wzorowane na monetach Wenecji, z którą Bułgarzy za panowania Iwana Asena II utrzymywali ożywione kontakty, trochę przypominały białą monetę cesarzy Trebizondy. Bito też monety złote, przypominające wklęsłe bizantyńskie nomisma.
Car zadbał również o ożywienie handlu w granicach jego rozległego państwa. Sieć dróg, chociaż przypominających w większości zwykły wiejski gościniec, łączyła Tyrnowo z Dyrrachionem i Raguzą (Dubrownikiem) nad Morzem Adriatyckim, a także z Warną, Nesebyrem i Burgas nad Morzem Czarnym. Inny szlak prowadził przez przełęcz Szipka w stronę Adrianopola i Konstantynopola. Ponieważ południowo-zachodnia granica Bułgarii oparła się po zwycięstwie kłokotnickim o Adriatyk, Iwan Asen II nawiązał stosunki z kupcami dubrownickimi. W 1230 roku car wydał dla Raguzy przywilej swobody handlu we wszystkich jego ziemiach. Przyniosło to w następnych latach intensyfikację bułgarskiego eksportu zboża, drewna, skór, wosku i miodu oraz napływ towarów luksusowych: drogich tkanin, wyrobów ze złota i srebra, klejnotów, oręża i soli. Iwan Asen II okazywał kupcom z Raguzy szczególną łaskawość, jako mającym wiele krwi słowiańskiej. Gwarantował im liczne przywileje i nazywał bardzo kochanymi i najwierniejszymi gośćmi.

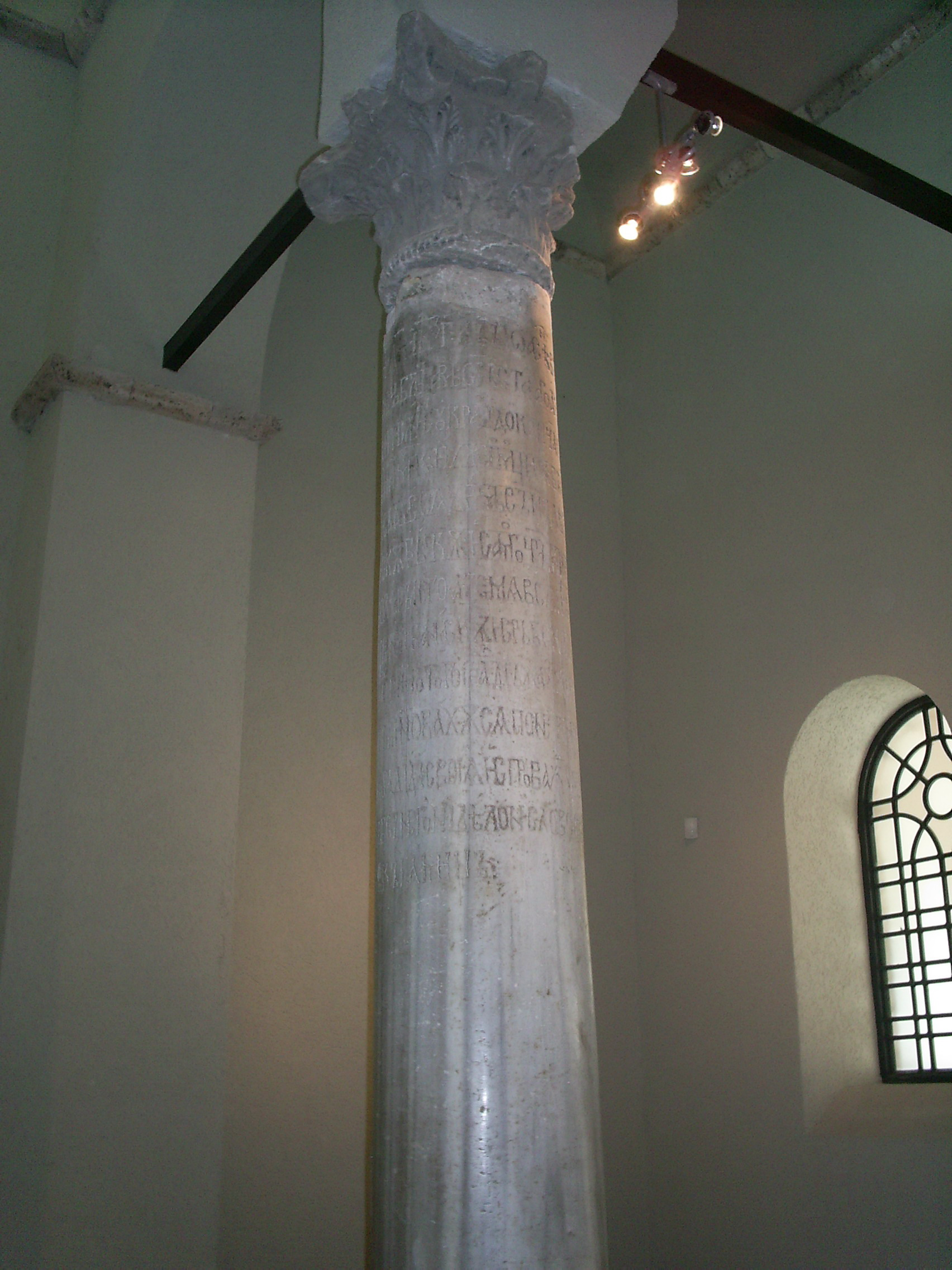
marmurowa kolumna w cerkwi 40 męczenników w Tyrnowie

Na nowo wytyczonej południowej granicy swego państwa, w Rodopach, Iwan Asen II wzniósł łańcuch twierdz, idący w poprzek głównej drogi z Płowdiwu na południe górami do Morza Egejskiego. Na południe od Stanimachos została odnowiona niedostępna twierdza Asenowa Krepost. Iwan Asen II nakazał wykuć na skale inskrypcję: W roku 6739 od stworzenia świata (1231), czwartej indykcji, człowiek wyniesiony przez Boga, Iwan Asen II, car Bułgarów i Greków i innych ludów, ufortyfikował ten zamek i jako dowódcę osadził tu Aleksisa Sebastosa. Dla uczczenia zwycięstwa Iwan Asen II wzniósł też w swej stolicy w Tyrnowie, u stóp wzgórza Carewec, cerkiew ku czci patronów dnia zwycięskiej bitwy Czterdziestu Męczenników z Sebasty. W cerkwi umieścił granitowy filar chana Omurtaga i marmurową kolumnę z napisem sławiącym odniesione zwycięstwo i wymieniającym zdobyte ziemie – czyniące cara Bułgarii panem ziem greckich, albańskich i serbskich od Adrianopola po Dyrrachion, od którego uzależnieni są nawet Frankowie władający Cesarstwem Łacińskim. Frankowie dzierżą jeno miasta tuż obok Konstantynopola i sam Konstantynopol, ale nawet oni są pod berłem mego imperium, nie mają bowiem innego cara poza mną I dzięki mnie jedynie żyją nadal, bo tak się spodobało Bogu.

#### Sojusz z Niceą – patriarchat tyrnowski
Gdy niebezpieczeństwo ze strony Teodora Angelosa znikło, a potęga Bułgarii zanadto wzrosła w Konstantynopolu, zrezygnowano z przekazywania regencji Iwanowi Asenowi II i wybrano na współcesarza sędziwego Jana de Brienne, tytularnego króla jerozolimskiego. Z inspiracji łacinników sojusz z Bułgarią zerwali również Węgrzy i dwukrotnie w latach 1232 i 1233 najechali ziemie bułgarskie, opanowując część Banatu z ośrodkiem w Sewerinie (obec. Banat Rumuński).
W tej sytuacji Iwan Asen II poszukał zbliżenia z cesarzem nicejskim. W 1235 obie strony zawarły układ polityczny i kościelny w Gallipoli. Wkrótce potem odbyły się w Lampsaku zaślubiny następcy tronu cesarskiego Teodora II Laskarysa z córką Iwana Asena II, Heleną, przyrzeczoną wcześniej cesarzowi łacińskiemu Baldwinowi. Car spodziewał się dzięki zawartemu sojuszowi uzyskać część wschodniej Tracji, w zamian za pomoc w zdobyciu Konstantynopola. Najdonioślejsze skutki przyniosło jednak zawarte porozumienie w sferze stosunków kościelnych. Car zerwał utrzymującą się dotąd nominalną zależność kościoła bułgarskiego od Rzymu. Biskupi nicejscy zgodzili się natomiast na utworzenie w Tyrnowie prawosławnego patriarchatu niezależnego od kościoła w Konstantynopolu, choć jak się wydaje uznającego starszeństwo kościoła nicejskiego. Metropolita tyrnowski Joachim został wyniesiony do godności patriarchy. Jednocześnie w modlitwach liturgicznych w miejsce papieża zaczęto wymieniać patriarchę greckiego rezydującego w Nicei i uiszczać na jego rzecz przepisane opłaty.

#### Zmienne sojusze

Kampanie Iwana Asena II

Do przymierza bułgarsko-bizantyńskiego przyłączył się też w 1235 roku Manuel Angelos Dukas Komnen, brat więzionego przez Iwana Asena II, Teodora, władca Tesaloniki i Tesalii, po 1230 roku uniezależnił się bowiem od jego władzy Epir. Jesienią 1235 roku sojusznicy przystąpili do oblężenia, które wkrótce przerwało nadejście zimy. Kroki wojenne wznowiono w 1236 roku. Miasto trzymało się wspierane przez flotę wenecką, sytuacja była jednak na tyle krytyczna, że Baldwin II udał się na zachód szukać pomocy. W 1236 udzielił mu jej tylko książę Achai).
Niespodziewanie jednak z największą pomocą przyszedł oblężonym sam car bułgarski, zmieniając w trakcie wojny sojusze. Iwan Asen II doszedł najprawdopodobniej do spóźnionego lecz słusznego wniosku, że upadek Cesarstwa Łacińskiego wyjdzie na korzyść Cesarstwu Nicejskiemu, a Bułgarii przysporzy groźnego sąsiada aspirującego do odzyskania utraconych ziem greckich. Nawiązał więc zerwane kontakty z łacinnikami. W 1237 roku wypuścił z więzienia w Tyrnowie Teodora Angelosa. Ślepy cesarz jeszcze w tym samym roku usunął swego brata Manuela z Tesaloniki i przywrócił do istnienia, pod opieką Bułgarii, Cesarstwo Tesaloniki, przekazując koronę swemu synowi Janowi. W 1237 roku oddziały bułgarsko-kumańsko-łacińskie obległy Tzurulon – główny punkt oparcia sił nicejskich w Tracji.
W Bułgarii wybuchła w tym czasie zaraza, w czasie której zmarli: żona i syn Iwana Asena II oraz patriarcha tyrnowski Joachim. Złamany nieszczęściem car uznał to za znak gniewu Bożego za złamanie przysięgi złożonej Janowi III Watatzesowi. Wycofał się z przymierza z łacinnikami i zawarł pokój z Watatzesem. Zmarł cztery lata później 24 czerwca 1241 roku.

## Walki o władzę

### Ostatni Asenowicze
Po śmierci Iwana Asena II na tron wstąpił jego 7-letni syn, Koloman I Asen (1241-1246). Jesienią następnego 1242 roku lub najpóźniej w 1243 roku Bułgarię spustoszyła powracająca z Węgier armia tatarska Batu-chana. Zwycięscy Tatarzy zmusili władze tyrnowskie do oddawania Złotej Ordzie corocznej daniny. Wokół młodziutkiego władcy doszło do walki stronnictw bojarskich o władzę. Grupa skupiona wokół carowej wdowy po Iwanie Asenie II, Ireny Komneny, córki cesarza Tesaloniki, zawiązała spisek przeciw Kolomanowi I. Irena otruła 12-letniego chłopca w 1246 roku i osadziła na tronie własnego syna Michała (1246-1256).

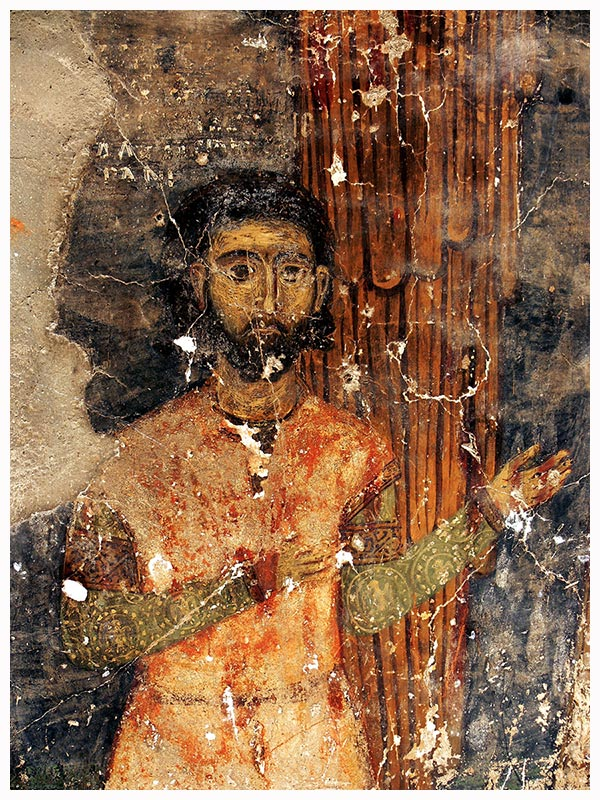
Michał I Asen

W okresie małoletniości Michała władzę sprawowała matka Irena oraz sewastokrator Piotr, który rządził w istocie jako namiestnik zachodniej połowy państwa. Wewnętrzne walki w carstwie wkorzystał cesarz nicejski Jan III Watatzes. W 1246 roku wtargnął w granice Bułgarii i zajął bez walki ziemie zdobyte przez Iwana Asena II: Macedonię po Wardar i południową Trację aż do górnego biegu Maricy. W granicach cesarstwa znalazły się Skopje i Płowdiw. W grudniu 1246 roku Jan III Watatzes zdobył Tesalonikę, rozstrzygając na swą korzyść spór o pierwszeństwo do spadku po Bizancjum. W tym samym roku Węgrzy opanowali sporne: Belgrad i Braniczewo. Bułgaria była bezsilna.
Po osiągnięciu pełnoletniości Michał I Asen podjął próbę odzyskania utraconych ziem. Zawarł sojusz z Rościsławem banem Maczwy (ziemi między Sawą, Driną a górami Cera), Belgradu i Braniczewa, osadzonym na tych ziemiach przez króla węgierskiego. Młody car przypieczętował sojusz, poślubiając córkę Rościsława, Marię. W 1255 roku, po śmierci Jana III Watatzesa (1254), najechał ziemie cesarskie, zdobywając kilka twierdz w Rodopach, m.in. Stanimachos i Peristicę (obec. Perusztica). W odpowiedzi na agresję bułgarską, nowy cesarz nicejski Teodor II Laskarys wyprawił się dwukrotnie przeciw Bułgarii i po ciężkich walkach odebrał utracone twierdze. W czerwcu lub lipcu 1256 roku car został zmuszony do zawarcia pokoju w Regina (Erkene w Tracji). Na mocy zawartego układu cesarze nicejscy zachowywali swe zdobycze, jedynie północna Macedonia ze Skopje wracała do Bułgarii.
Niepowodzenia wojenne Michała I Asena doprowadziły do wybuchu niezadowolenia wśród bojarów. Na czele opozycji stanął jego stryjeczny brat Koloman. Jesienią 1256 roku zamordował on cara podczas polowania w okolicach Tyrnowa.

### Wojna o sukcesję
Po zabójstwie Koloman ogłosił się władcą Bułgarów, poślubiając wdowę po zamordowanym, córkę Rościsława, bana Maczwy, Marię. Rościsław, jako teść zamordowanego cara, również jednak zgłosił pretensje do korony carskiej. Nadciągnął na czele swego wojska spod Belgradu pod Tyrnowo. Koloman II Asen zbiegł. Tron carski w Tyrnowie opanował jednak Mico, szwagier zamordowanego Michała I Asena. Rościsław nie zdołał opanować Tyrnowa i wraz z córką powrócił do swoich włości. W drodze powrotnej zdołał jednak oderwać od Bułgarii Widyń i tam ogłosił się carem bułgarskim. Koloman II opuszczony przez swych stronników najprawdopodobniej został zamordowany.
Związki z dynastią panującą nie wystarczyły Mico Asenowi, aby utrzymać się u władzy. W 1257 roku bojarzy tyrnowscy poparli bowiem Konstantyna Ticha (1257-1277), bojara ze Skopje. Mico ustąpił z Tyrnowa opanowując południową Bułgarię, która nie uznała władzy nowego cara. Dla umocnienia się na tronie Konstantyn Tich poślubił wnuczkę Iwana Asena II, córkę cesarza bizantyńskiego Teodora Laskarysa, Irenę. Przyjął też zwyczajem swoich poprzedników imię Asen. Zabezpieczony sojuszem z Bizancjum podjął walki z Micem Asenem i około 1261/1262 roku wyparł go z zajętych terytoriów. Pokonany Mico schronił się na dworze bizantyńskim, gdzie w wyniku oślepienia młodziutkiego cesarza z dynastii Laskarysów do władzy doszedł przedstawiciel nowej dynastii Michał VIII Paleolog. Uciekając do Bizancjum Mico przekazał w ręce cesarza portowe miasta bułgarskie: Messembrię i Anchialos. Cesarz przyznał byłemu carowi ziemię w Troadzie.

### Konstantyn Asen Tich

#### Wojna z Bizancjum

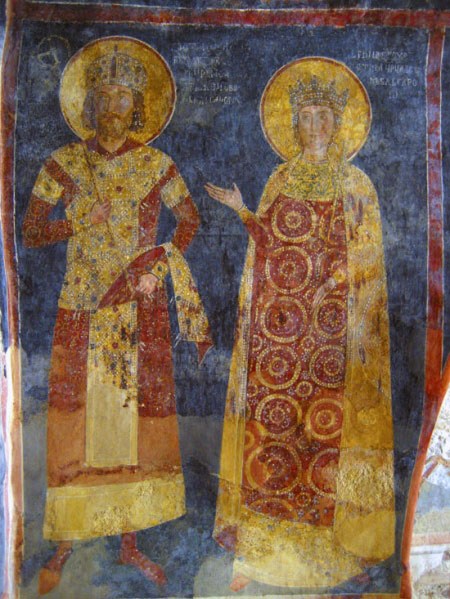
Konstantyn Tich i jego pierwsza żona Irena (cerkiew w Bojanie)

W 1261 roku wódz cesarza nicejskiego Michała VIII Aleksy Strategopulos zdobył Konstantynopol. Michał VIII proklamował odrodzenie Cesarstwa Bizantyńskiego, a w kilka miesięcy później oślepił współcesarza 9-letniego brata carowej bułgarskiej Ireny Jana IV. Kiedy zachodziły te wypadki Konstantyn Tich zajęty był wojną z pretendentem do tronu bułgarskiego, carem w Widyniu Rościsławem i jego protektorem królem węgierskim Belą IV. W 1261 roku najazd węgierski dotarł w okolice Tyrnowa. Konstantyn Tich był zmuszony zawrzeć pokój z królem węgierskim, zrzec się zachodnich ziem swego państwa i pogodzić się z przybraniem przez Belę IV tytułu króla Bułgarii.
W następnym roku wypowiedział wojnę Bizancjum i wkroczył do Tracji. W 1263 roku wielka armia bizantyńska pod dowództwem Michała Glawasa Tarchanioty rozpoczęła ofensywę w głąb ziem bułgarskich: zajęła wschodnią i środkową Trację wraz z miastem Płowdiw i wtargnęła przez Starą Płaninę do ziemi sredeckiej. Namiestnik tych ziem, despota Jakub Swetosław, mąż drugiej córki Teodora II Laskarysa, nie otrzymawszy pomocy od swego szwagra, cara bułgarskiego, wezwał na pomoc przeciw Grekom Węgrów. Bela IV osadził go na opustoszałym po śmierci Rościsława tronie w Widyniu i pozwolił przybrać tytuł cara Bułgarów.
Aby odeprzeć najazd, bizantyński Konstantyn Tich zwrócił się o pomoc do chana Złotej Ordy Berke. W 1264 roku wielka armia bułgarsko-tatarska wkroczyła do Tracji. Michał VIII omal nie dostał się wówczas do niewoli. Tracja została doszczętnie złupiona, tak że nie dało się dojrzeć wołu w jarzmie ani oracza przy pługu. Tatarzy z bogatymi łupami wrócili nad Wołgę. W 1266 Bułgarię ponownie najechali Węgrzy. Walki bułgarsko-bizantyńskie przeciągnęły się do 1268 roku. Ostatecznie cesarz bizantyński utrzymał południową część wybrzeża Morza Czarnego i prawie całą Trację.

#### Dalsze kroki przeciw Bizancjum
Około 1270 roku zmarła carowa Irena i stosunki bułgarsko-bizantyńskie uległy chwilowo odprężeniu. Cesarz, wykorzystując śmierć swej zaciekłej przeciwniczki, rozpoczął pertraktacje z carem bułgarskim, który skłaniał się ku koalicji tworzonej przez króla Sycylii i Neapolu Karola Andegaweńskiego, w skład której weszli już książę Achai Wilhelm II Villehardouin i król Serbii Stefan Urosz I. Chcąc odciągnąć Konstantyna Ticha od groźnej dla cesarstwa koalicji, Michał VIII zawarł przymierze z carem Bułgarii, wydając za niego swą siostrzenicę Marię Kantakuzenę, córkę swej umiłowanej siostry Eulogii, i obiecując przekazać carowi jako jej wiano nadmorskie Miasta Anchialos i Messembrię, pozostające od około 1262 w rękach bizantyńskich.

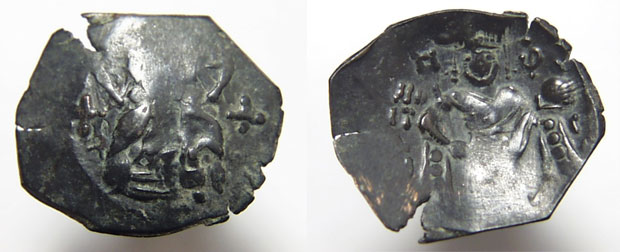
Brązowa moneta z czasów Konstantyna Ticha

Ponieważ cesarz zwlekał z realizacją obietnicy car zerwał krótkotrwałe porozumienie bizantyńsko-bułgarskie i rozpoczął przygotowania do wojny, jednocześnie wysłał posłów do Karola Andegaweńskiego. Michałowi VIII udało się natomiast zneutralizować zagrożenie tatarskie. W 1272 roku między cesarzem Bizancjum a wodzem tatarskim Nogajem został zawarty pakt przyjaźni. Cesarz oddał mu za żonę swą nieślubną córkę Eufrozynę. W wyniku zawartego przymierza silne oddziały tatarskie najechały kilkakrotnie Bułgarię, paraliżując dalsze poczynania zbrojne przeciw Bizancjum.
Stosunki bułgarsko-bizantyńskie zaostrzyły się jeszcze bardziej, gdy zagrożony przez Karola Andegaweńskiego Michał VIII zawarł w 1274 roku w Lyonie unię kościelną z Rzymem. Cesarz bizantyński wskrzesił wówczas za zgodą papieża biskupstwo ochrydzkie i zaczął się domagać, by, jak to było za czasów cesarza Bazylego II, podporządkowane mu zostały wszystkie ziemie bułgarskie.

#### Powstanie Iwajły
Ostatnie lata panowania Konstantyna Ticha wypełniły intrygi nowej carowej, Greczynki, Marii Kantakuzeny, zabiegającej o zapewnienie następstwa tronu swemu małoletniemu synowi Michałowi. Maria, by zapewnić sukcesję własnemu dziecku, zamordowała swego pasierba, prawowitego następcę Konstantyna Ticha, podjęła też kroki godzące w niechętnych jej przedstawicieli bojarstwa. W niszczonym nieustannymi najazdami węgierskimi, bizantyńskimi i tatarskimi carstwie bułgarskim narastało niezadowolenie z rządów Konstantyna Ticha. Szczególnym ciężarem liczne najazdy kładły się na ludności wiejskiej, nie chronionej murami zamków czy miast. Zniszczone gospodarstwa nie mogły podołać ciężarom danin państwowych i rosnących powinności (angarii) feudalnych. Słabość władzy carskiej, uzależnionej od poparcia wielkiego bojarstwa, sprzyjała wzrostowi samowoli urzędników, poborców podatkowych i bojarów. Zrujnowani chłopi uciekali od swych panów i tworzyli oddziały zbrojne. W 1277 roku niezadowolenie przerodziło się w otwarty bunt, na którego czele stanął chłop z północno-wschodniej Bułgarii Iwajło.
Iwajło skupił wokół siebie siły chłopskie, które zaczęły występować przeciw majątkom i zamkom bojarskim i zaopatrywać się w broń. Uzbrojeni przez Iwajłę powstańcy rozbili dwa oddziały tatarskie grasujące w północno-wschodniej Bułgarii. Po tym sukcesie powstanie rozszerzyło się na nowe obszary. Car na początku 1277 roku doznał ciężkich obrażeń, spadając z konia. Mimo to jesienią 1277 roku wyruszył przeciw powstańcom. Nieliczna armia carska została rozgromiona, a Konstantyn Tich zginął z rąk Iwajły.

### Druga wojna o sukcesję
Po klęsce armii carskiej powstańcy Iwajły zaczęli zdobywać warowne miasta. Wdowa po Konstantynie Tichu, Maria doprowadziła wprawdzie do koronacji małego Michała (1277-1279), jednak pozbawieni kierownictwa bojarowie nie byli w stanie stawić oporu rebelii. Iwajłę poparł początkowo również cesarz bizantyński Michał VIII, biorąc go za przedstawiciela opozycji bojarskiej i widząc w jego działaniach możliwość dalszej destabilizacji sytuacji w Bułgarii. Ofiarował mu nawet rękę swej córki Ireny. Pod wpływem wiadomości od uchodzących przed powstaniem bojarów wycofał jednak swoje poparcie dla ruchu, który mógł się okazać groźny również dla Bizancjum. Jeszcze w tym samym 1277 roku wydał Irenę za Iwana Mico i na czele armii dowodzonej przez Michała Glawasa wysłał go do Bułgarii. Wkraczając do Bułgarii Iwan Mico przyjął imiona swego znakomitego dziada, Iwana Asena.

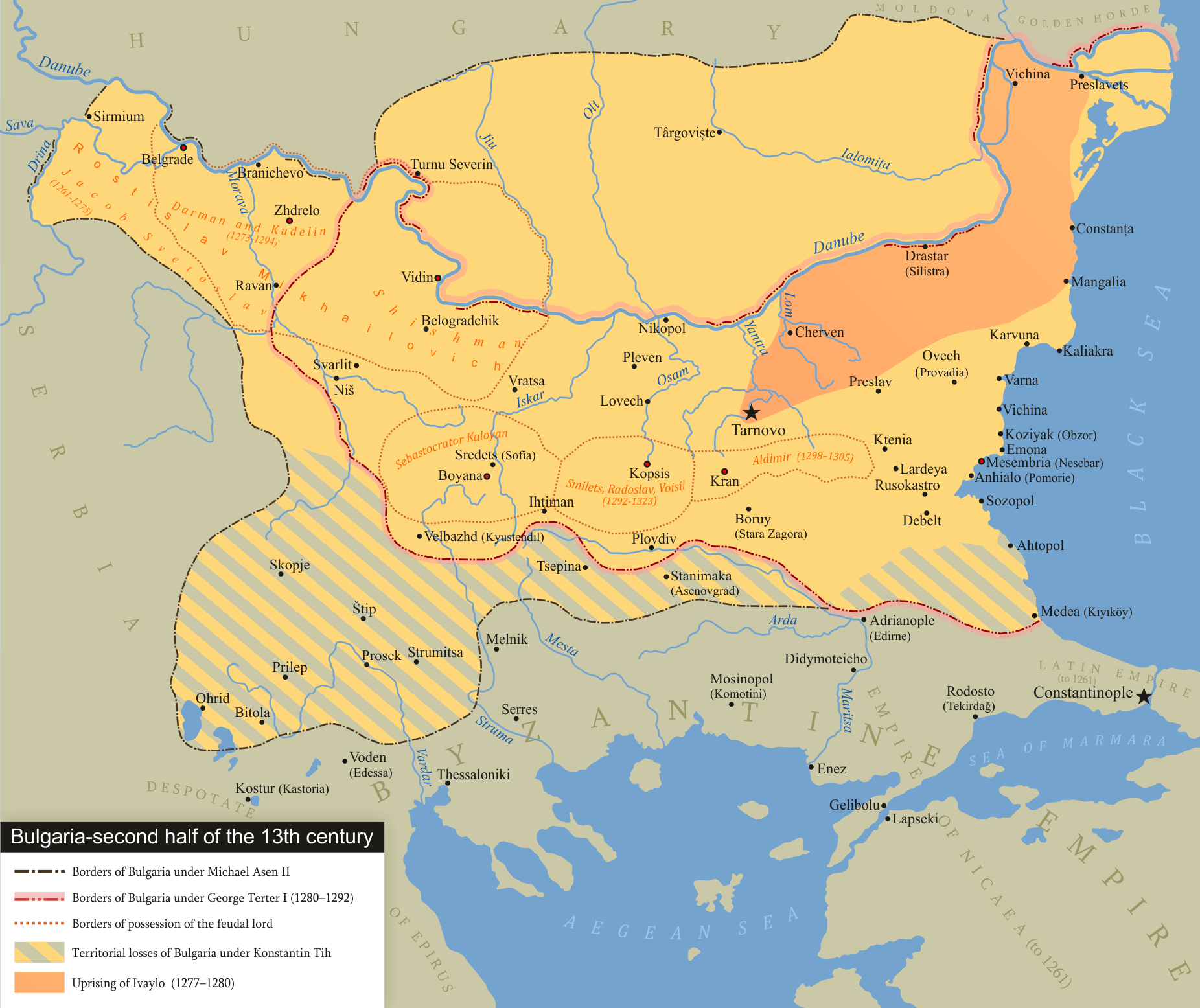
Bułgaria w II poł. XIII wieku. Obszar zakreskowany wskazuje zasięg powstania Iwajły

Wobec pojawienia się kolejnego kandydata do korony, bojara, a w dodatku Asenowicza, carowa Maria otwarła przed Iwajłą, oblegającym Tyrnowo, bramy miasta. W wyniku zawartego porozumienia Iwajło poślubił carową wdowę i objął tron carski (1278-1280). Nowy car i współwładca Bułgarii rozbił nadciągających od północy, za sprawą intryg Michała VIII, Tatarów pod wodzą Kasimbeja, po czym zwrócił się ku nadciągającej od południa kilkoma drogami nowej armii bizantyńskiej dowodzonej znowu przez Michała Glawasa Tarchaniotę. Przez kilka miesięcy z powodzeniem toczył walki z Grekami. W 1279 roku Michałowi VIII udało się doprowadzić do kolejnej dywersji tatarskiej. Od północy wtargnął kolejny zagon tatarski. Iwajło z główną armią wyruszył mu na spotkanie. Iwan Asen III na czele wojsk bizantyńskich podszedł pod Tyrnowo. Ponieważ wśród bojarów bułgarskich rozeszła się pogłoska, że Iwajło poległ na północy w walkach z Tatarami, wydali miasto Grekom. Michała II Ticha i jego matkę odesłano do Konstantynopola, a Iwan Mico jako Iwan Asen III objął tron Bułgarów (1279-1280).
Po opanowaniu Tyrnowa armia bizantyńska zajęła Łowecz i Czerwen. W tym czasie została też przyłączona do Bizancjum północna Macedonia. Iwajło po pokonaniu Tatarów zamknął się w Drystrze, w której bronił się przez 3 zimowe miesiące na przełomie 1279 i 1280 roku przed wojskami Michała Glawasa.
Objęcie władzy przez Iwana Asena III i zamknięcie Iwajły w twierdzy na północy nie uspokoiło sytuacji wewnętrznej. W rozdzieranym walkami wewnętrznymi kraju coraz większe poparcie bojarów zaczął zdobywać cieszący się wielkim uznaniem wojska Jerzy Terter. Chcąc go przeciągnąć na swą stronę, Iwan Asen III, za namową Michała VIII, wydał za niego swoją siostrę Kermarię. Nie przyniosło to jednak spodziewanych rezultatów. W dodatku wiosną 1280 roku przeszedł do ofensywy Iwajło, wyzwalając znaczną część kraju. Zagroził nawet Iwanowi Asenowi III w Tyrnowie. Latem 1280 roku rozgromił pod twierdzą Dewina na przełęczy Kotlenskiej 10-tysięczną armię bizantyńską pod dowództwem Murina. Wkrótce potem na zboczach Starej Płaniny rozbił kolejną armię dowodzoną przez Aprina. Po tych klęskach Iwan Asen III zbiegł do Bizancjum, rezygnując z władzy carskiej.

## Okres dominacji tatarskiej

### Świt nowej dynastii
Iwajle nie udało się jednak ponownie zdobyć Tyrnowa. Zmęczone trwającymi kilka lat walkami wojsko chłopskie zaczęło go opuszczać. Szukając pomocy, udał się do ordy tatarskiej na dwór Nogaja, gdzie zginął podczas uczty. Jerzy Terter został sam na placu boju i koronował się na cara Bułgarów (1280-1292).
W 1281 roku wysłał poselstwo do Karola Andegaweńskiego, króla sycylijskiego, dążącego do odbudowy panowania łacińskiego nad Bosforem. W następnym roku potęgę Karola złamał jednak wybuch nieszporów sycylijskich. Na osamotnionych Bułgarów, wskutek zabiegów Michała VIII uderzyła 40-tysięczna armia tatarska. Spustoszyła Bułgarię i wtargnęła do Serbii. Bojarzy bułgarscy, bracia Dyrman i Kudelin, wyparli Węgrów z ziemi braniczewskiej i utworzyli własne księstwo. W ziemi widyńskiej, obejmującej dolinę Timoku, własne państwo utworzył bojar Szyszman, sojusznik i lennik chana Nogaja. Jego posiadłości miały stale rosnąć, obejmując pod koniec XIII wieku większość ziem północno-zachodniej Bułgarii. Władca tego państwa tytułował się kniaziem lub królem, a niekiedy nawet carem. Ziemiami znajdującymi się w Średniogórzu i nad dolną Maricą, aż po gród Sliwen, zawładnął bojar Smilec z braćmi Wojsiłem i Radosławem.
Osłabiony najazdem tatarskim i rozpadem państwa Jerzy I Terter zawarł sojusz z królem serbskim Stefanem Uroszem I, a w 1284 roku porozumiał się również z Bizancjum, odsyłając do Konstantynopola swą drugą żonę Kermarię, siostrę Iwana Asena III, w zamian za uwolnienie swej pierwszej żony i syna Teodora Swetosława, więzionych w bizantyńskiej stolicy. Cesarz Andronik II uznał wtedy carski tytuł Jerzego. Mimo zawartych sojuszów carowi nie udało się odeprzeć kolejnego wielkiego najazdu tatarskiego, który w 1285 roku spustoszył kraj. Jerzy I Terter został zmuszony do oddania jednej z córek za żonę synowi Nogaja Czace i przekazania w charakterze zakładnika syna Teodora Swetosława. Nogaj jako zwierzchnik Jerzego I Tertera rozstrzygał odtąd spory między carem a Smilcem i innymi bojarami. Do walk wewnętrznych w Bułgarii włączyło się również Bizancjum.

### Lata zamętu
W 1291 roku Tatarzy wtargnęli ponownie do Bułgarii, zmuszając Jerzego I Tertera do ucieczki. Zbiegły car szukał schronienia w Konstantynopolu. Gdy mu go odmówiono z obawy przed Tatarami, ukrył się w okolicach Ochrydy. Po ucieczce Jerzego I Tertera stronnictwo protatarskie wyniosło na tron carski bojara Smilca (1291-1298). Za jego panowania carstwo bułgarskie rozpadło się na szereg niezależnych księstw, uznających jedynie władzę Tatarów. Osłabienie Bułgarii wykorzystał król serbski Stefan Milutin, który wraz z bratem Dragutinem zdobył ziemię braniczewską i widyńską. Nogaj, występując jako zwierzchnik władającego księstwem widyńskim Szyszmana, zmusił Serbów do oddania ziemi widyńskiej. Pozbawiony możliwości prowadzenia samodzielnej polityki zagranicznej Smilec ograniczał się do walki z Terterowiczami i ich sojusznikami. Zmarł w 1298 roku.
Po śmierci Smilca władzę w państwie objęła carowa wdowa, nieznana z imienia córka arystokraty bizantyńskiego Konstantyna Paleologa (Smilcena). Obejmując władzę, koronowała na cara syna Iwana (1298-1299), który w chwili śmierci ojca nie mógł mieć więcej niż 6 lat. Chcąc zachować prawa syna do korony, zagrożone przez opozycję wewnętrzną oraz interwencję tatarską, carowa wdowa przyzwała wygnanego przez męża despotę Eltimira, brata cara Jerzego I Tertera i oddała mu za żonę córkę męża z pierwszego małżeństwa, przyznając mu władzę nad ziemią kryńską w dolinie rzeki Tundży. Starała się też wykorzystując poparcie swego zięcia, syna króla serbskiego Stefana Milutina, zawrzeć przymierze z Serbią. Najwyraźniej udało jej się pokonać braci męża, Radosława i Wojsiła, dążących do przejęcia władzy w państwie, którzy ratowali się ucieczką na dwór bizantyński i oddali się na usługi rządu greckiego. Próby zawarcia przymierza z królem serbskim zakończyły się natomiast niepowodzeniem.
Jesienią 1299 roku z rąk chana Złotej Ordy Tokty zginął Nogaj. Jego syn Czaka, na czele wiernych sobie oddziałów, wraz z synem Jerzego I Tertera, Teodorem Swetosławem, będącym zakładnikiem tatarskim, zbiegli w granice Bułgarii. Regenci, carowa wdowa i Eltimir nie byli w stanie stawić im oporu. Teodor Swetosław skłonił bojarów tyrnowskich do obrania Czaki carem. Iwan IV i jego dwór schronili się w dobrach Eltimira Rok później, obawiając się najazdu ordy chana Tokty, Teodor Swetosław i bojarzy tyrnowscy zawiązali spisek i zamordowali Czakę, a głowę jego odesłali na dwór chana. Carem został obrany Teodor Swetosław (1300-1321).

## Odrodzenie państwa

### Świetność Terterowiczów

#### Walki z Bizancjum

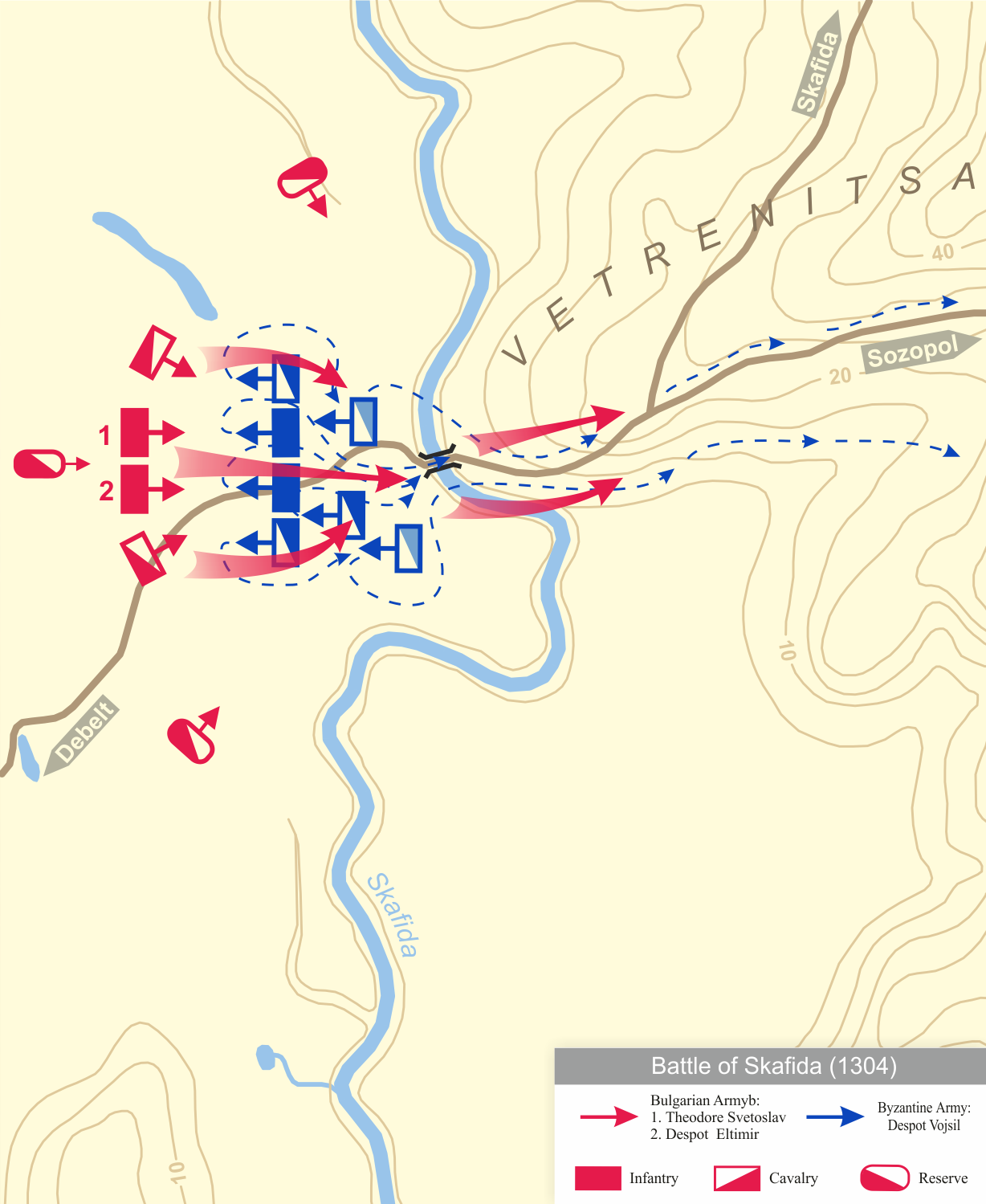
Bitwa nad Skafidą

Teodor Swetosław objął tron jako sojusznik chana Złotej Ordy Tokty, dzięki czemu Bułgaria została uwolniona od najazdów tatarskich, a car otrzymał w lenno od Tatarów południową Besarabię wraz z twierdzą Monokastro (późn. Akerman). Położenie młodego cara było bardzo trudne: jego władzy nie uznawali Szyszman w Widyniu, władca Dobrudży, wygnani ze Średniogórza bracia Smilca Wojsił i Radosław. Dodatkowo w okolicach Tyrnowa pojawił się jeszcze carewicz Michał, syn cara Konstantyna Asena Ticha i Marii Paleologiny, wspierany przez cesarza bizantyńskiego Andronika II Paleologa. Gdy próba osadzenia go na tronie zawiodła, Andronik II sprzymierzył się z wygnanymi braćmi cara Smilca, nadał Radosławowi tytuł sewastokratora i wyprawił go z armią do Bułgarii. Car Teodor Swetosław przy pomocy swego stryja Eltimira, władcy ziemi kryńskiej, rozbił armię najeźdźczą, a Radosława schwytał i oślepił. Za zwrot jeńców bizantyńskich uzyskał uwolnienie z więzienia swego ojca Jerzego I Tertera. W 1303 roku wojska bułgarskie wkroczyły do Tracji, zdobyły Mesembrię, Sozopol, Agatopol i Rosokastro. Armia bizantyńska pod wodzą Wojsiła została rozbita nad rzeką Skafida (obec. Fakijska Rzeka).
W 1304 roku przeciwko Bułgarii wyprawił się syn Andronika II, współcesarz Michał IX. Grecy odebrali Bułgarii ziemie od Sliwenu aż do Kopsis (w pobliżu obecnej wsi Tekija, na zachodnim skraju doliny rzeki Striemy). Bizantyńczykom udało się też skłócić cara z jego stryjem Eltimirem. Jednak w 1305 roku Cesarstwo musiało przeciwstawić się pustoszącemu jego europejskie posiadłości najazdowi Kompanii Katalońskiej. W tym czasie Teodorowi udało się usunąć Eltimira z Krynu i oddać ziemię kryńską wiernemu sobie bojarowi Stracimirowu. Podjął on również działania wojenne w Tracji. Ostatecznie w 1307 roku Bizancjum, uwikłane w walki z Katalończykami w Tracji i Turkami w Azji Mniejszej, zawarło z carem bułgarskim układ pokojowy, zwracając mu Trację nadmorską z Mesembrią, Anchialo, Sozopolem i Agatopolem.

#### Lata pokoju

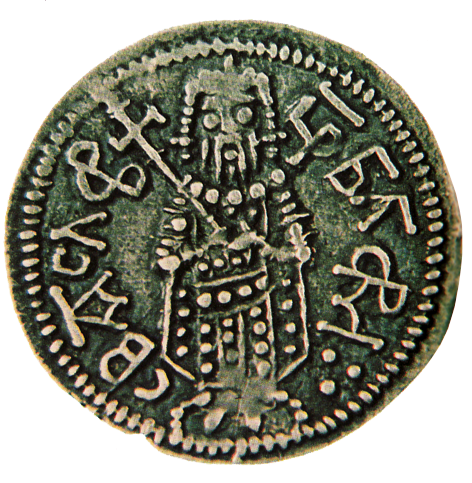
Srebrna moneta Teodora Swetosława

Kolejne lata panowania Teodora Swetosława minęły pokojowo. W późniejszym okresie swych rządów car zwalczał w swym państwie stronników tatarskich. Patriarcha Joachim II, oskarżony o sprzyjanie Tatarom, został skazany na egzekucję przez strącenie z urwistej skały Carewec w Tyrnowie. Car wspierał rozwój handlu prowadzonego przez Wenecjan i Genueńczyków. Kupcy włoscy wywozili zboże, wino, wosk i drewno, a przywozili broń i towary luksusowe. W 1313 roku wybuchł konflikt między Bułgarią a kupcami genueńskimi. Po kilku latach handel bułgarsko-genueński został wznowiony. Rozwój handlu wpłynął na dalsze umocnienie się majątków bojarów trudniących się handlem oraz rozkwit miast. Car zmarł w 1321 roku.

#### Koniec dynastii
Po śmierci Teodora Swetosława władzę w państwie objął jego syn Jerzy II Terter (1321-1323), który jeszcze w 1321 roku wznowił wojnę z Bizancjum, dążąc do opanowania ziemi płowdiwskiej i Rodopów. W roku tym wybuchła wojna pomiędzy cesarzem Andronikiem II a jego wnukiem, późniejszym cesarzem Andronikiem III. Wykorzystując trudności cesarstwa, Bułgarzy zdobyli Płowdiw, lecz zostali odparci spod murów Kriczyma i Stanimachos. W toku wojny młody car zmarł. W kraju zapanował chaos, umiejętnie wzmacniany przez Greków. Państwo przekształciło się w konglomerat samodzielnych księstw. Korzystając z sytuacji Bułgarii Bizantyńczycy zdobyli Trację od nadmorskiej Messembrii do Sliwena. Brat Smilca Wojsił opanował przy pomocy Greków obszar od Sliwena do twierdzy Kopsis. Utrata Tracji skłoniła bojarów tyrnowskich do wyboru na nowego cara Michała Szyszmana (1323-1330), władcę ziemi widyńskiej. Objęcie przez niego władzy przyniosło zjednoczenie pod wspólnym berłem ziem zachodnich.

### Walka o hegemonię na Bałkanach

#### Wojny z Bizancjum
Po objęciu tronu Michał III wszczął wojnę z cesarzem bizantyńskim Andronikiem II i jego lennikiem Wojsiłem o Trację Po długich walkach Wojsił został wyparty ze Średniogórza, a Bizantyńczycy z terenów pomiędzy Sliwenem a wybrzeżem. W ręku greckim pozostał tylko Płowdiw. W 1324 roku Michał Szyszman zawarł pokój z Bizancjum i poślubił Teodorę Paleologinę, wdowę po carze Teodorze Swetosławie, wnuczkę cesarza Andronika II. Dotychczasową żonę, Annę Nedę oddalił i uwięził.
W maju 1327 roku Michał III zawarł przymierze ze swym szwagrem, przyszłym cesarzem Andronikiem III, wymierzone przeciw staremu cesarzowi. W Bizancjum wybuchła wojna domowa pomiędzy cesarzem Andronikiem II a jego wnukiem Andronikiem III. Michał początkowo poparł zbuntowanego wnuka, potem przerzucił się jednak na stronę starego cesarza. 28 maja 1328 roku Andronik III pokonał dziadka zajmując Konstantynopol. Michał Szyszman kontynuował wojnę w imieniu pokonanego Andronika III do wiosny 1329 roku, kiedy obie strony ostatecznie zawarły pokój. Bezpośrednią przyczyną kolejnej zmiany sojuszy przez Michała III było włączenie się do wojny po stronie Andronika II króla serbskiego Stefana Deczańskiego, który za udzieloną pomoc został wynagrodzony przez starego cesarza twierdzą Prosek nad dolnym Wardarem, w Macedonii.

#### Wojna z Serbią
W celu powstrzymania dalszej ekspansji serbskiej w Macedonii Michał III i Andronik III zawarli w maju 1329 roku układ pokojowy i sojuszniczy wymierzony przeciw Serbii. Wiosną 1330 roku Michał III Szyszman rozpoczął militarne i dyplomatyczne przygotowania do wojny z Serbią. Ustalił z Bizancjum sposób podziału podbitego przez Serbów terytorium Macedonii. Wedle źródeł serbskich jego plany sięgały dalej: zmierzał do podboju królestwa Serbów. W lipcu 1330 roku Michał III Szyszman na czele 12-tysięcznej armii bułgarskiej oraz 3 tysięcy najemników: Wołochów, Tatarów i Osetyńców zaatakował Serbię. Andronik III wkroczył w tym czasie od południa do serbskiej Macedonii. W sobotę 28 lipca 1330 roku Serbowie napadli niespodziewanie pod Welbużdem (obec. Kiustendił) na terytorium serbskim na obóz bułgarski. Ciężkozbrojna konnica złożona z najemnych rycerzy zachodnich rozgromiła lżejsze przeważnie oddziały bułgarsko-wołosko-tatarskie. Car Michał Szyszman, ciężko ranny z powodu upadku z konia, dostał się w ręce wrogów i zginął Sławę zabicia wodza wrogiej armii przypisywał sobie potem Stefan Duszan, przyszły król serbski. Na wieść o klęsce Bułgarów Andronik III wycofał się z Serbii. Stefan Deczański zawarł po bitwie pokój z Bułgarami. Do Serbii przyłączono Nisz, a Bułgarzy na mocy układu oddali tron carski siostrze króla serbskiego, Annie Nedzie, pierwszej żonie Michała Szyszmana i ich starszemu synowi Iwanowi Stefanowi (1330-1331).

### Iwan Aleksander – rozkwit i upadek

#### Stosunki z Bizancjum

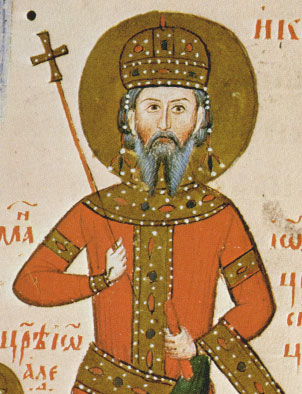
Iwan Aleksander

Jeszcze tego samego roku na osłabioną Bułgarię najechał jej dotychczasowy sojusznik Andronik III Paleolog, ujmując się za wygnaną siostrą, wdową po Michale III Szyszmanie, Teodorą. Grecy zdobyli północno-wschodnią Trację z Anchialos, Messembrią, Ajtos, Ktenią, Rosokastro i Diampolem. Regentka Anna i car Iwan Stefan byli bezsilni. Tymczasem w Serbii wybuchł przeciw królowi bunt możnowładców, na którego czele stanął syn królewski Stefan Duszan. Korzystając z wojny domowej w Serbii, wiosną 1331 roku dwaj bojarzy bułgarscy: protowestiarit Raskin i logoteta Filip, wzniecili bunt i strącili z tronu carową Annę i jej syna Iwana Stefana, nowym carem obierając siostrzeńca Michała III Szyszmana, Iwana Aleksandra. Iwan Stefan wraz z matką zbiegli do Serbii.
Objąwszy władzę, Iwan Aleksander zawarł sojusz ze Stefanem Duszanem, umocniony małżeństwem króla serbskiego z siostrą cara Heleną. Zabezpieczony od zachodu, podjął wojnę z Bizancjum. Odebrał utracone w 1330 roku ziemie, a 18 lipca 1332 roku rozbił armię Andronika III pod Rosokastro (niedaleko Burgas). Zawarty następnie układ pokojowy przewidywał małżeństwo pomiędzy małoletnim synem cara Michałem Asenem i córką Andronika III, Marią. Traktat ten przetrwał trzydzieści lat.
Bizancjum zagrażali już w owym czasie poważnie Turcy Osmańscy, którzy w 1326 roku zdobyli Bursę, a w 1337 Nikomedię. W 1341 roku w Cesarstwie Bizantyńskim wybuchła wojna domowa. Wojska bułgarskie rozpoczęły pustoszące najazdy na Trację. Konstantynopolitańska regencja, aby przeciągnąć cara na swoją stronę, przekazała Bułgarom szereg miast i twierdz w północnej Tracji i Rodopach: Cepinę, Kriczym, Peristicę i Stanimachos, a w 1344 roku również Płowdiw. W 1344 roku na terenach bizantyńskich w południowych Rodopach najemnik bułgarski Momczył utworzył efemeryczne państewko, ze stolicą w Ksanti, które przetrwało do drugiej połowy 1345 roku.

#### Sytuacja wewnętrzna

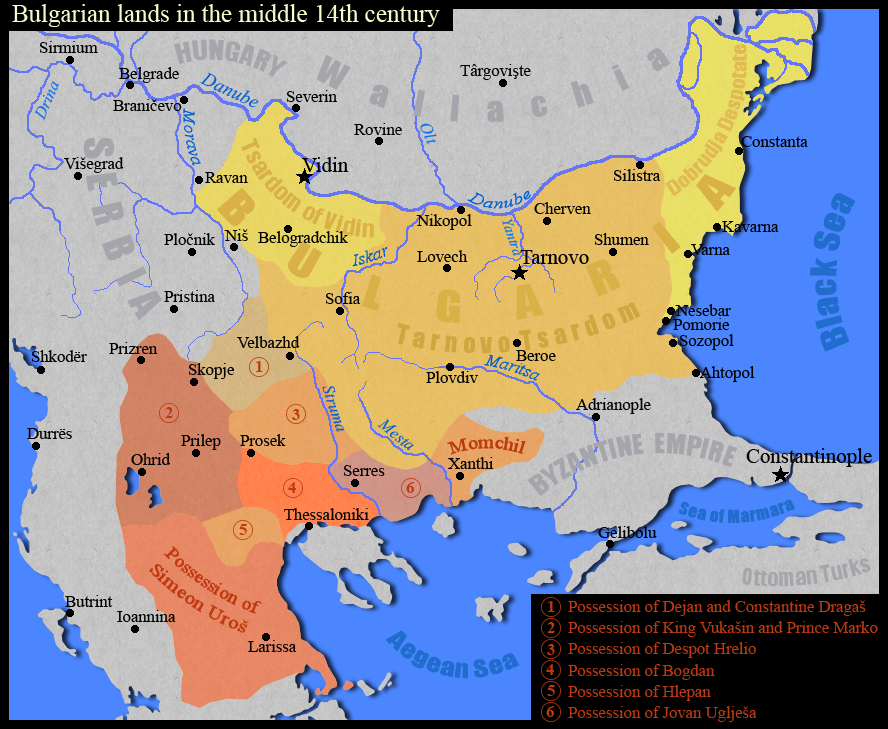
Bułgaria ok. połowy XIV wieku

Iwan Aleksander nie był w stanie powstrzymać postępującego rozpadu państwa. Przed 1345 rokiem oderwały się od Bułgarii ziemie między dolnym Dunajem a Morzem Czarnym, na których własne państwo utworzył bojar kumańskiego pochodzenia Balik. Po jego śmierci państwo odziedziczył brat Balika, Dobrotica, a po nim jego syn Iwanko. Państwo Dobroticy sięgało od Morza Czarnego do pasma Starej Płaniny i twierdzy Emona (w pobliżu przylądka Emine). Od imienia Dobroticy Turcy nazwali te ziemie Dobrudżą. W prowincji Welbużd panował w tym czasie despota Dejan. Władcą ziem leżących pomiędzy Strumicą, Sztipem a Stobą (w pobliżu dzisiejszego miasta Riła) był protosewastos Chrelio, rządzący z monasteru Rylskiego.
W 1348 roku przez Bułgarię przetoczyła się epidemia czarnej śmierci, powodując znaczny ubytek ludności państwa.
W 1345 roku car zmusił swą pierwszą żonę Teodorę Wołoszkę do wstąpienia do klasztoru i ożenił się z Żydówką Sarą, która na chrzcie przyjęła również imię Teodory. Aby pozbawić syna z pierwszego małżeństwa praw do korony, nadał mu w 1355 roku władzę w prowincji widyńskiej. W 1363 roku Iwan Aleksander podzielił swe państwo pomiędzy synów: starszy, urodzony z Wołoszki Teodory, Iwan Stracimir otrzymał ziemię widyńską aż do Iskyru. Młodszy Iwan Szyszman, urodzony z ostatniej żony Żydówki, ulubieniec ojca, został władcą większej części państwa ze stolicą Tyrnowem.

#### Życie gospodarcze
Długi okres spokoju, jaki zapewnił Iwan Aleksander swemu państwu, przyniósł ożywienie handlu wewnętrznego i handlu z Bizancjum i Wenecją. Bułgaria stała się głównym dostarczycielem zbóż i drewna po tym jak Turcy zajęli dużą część Azji Mniejszej i odcięli Cesarstwo Bizantyńskie od tamtejszych surowców, a Wenecję od rynków egipskich. Porty Bułgarii stały się centrami ożywionego handlu. Zwłaszcza Messembria, w której powstało w tym czasie wiele nowych cerkwi i gmachów publicznych oraz urządzeń portowych. W Warnie swą kolonię w tym czasie założyli Wenecjanie.

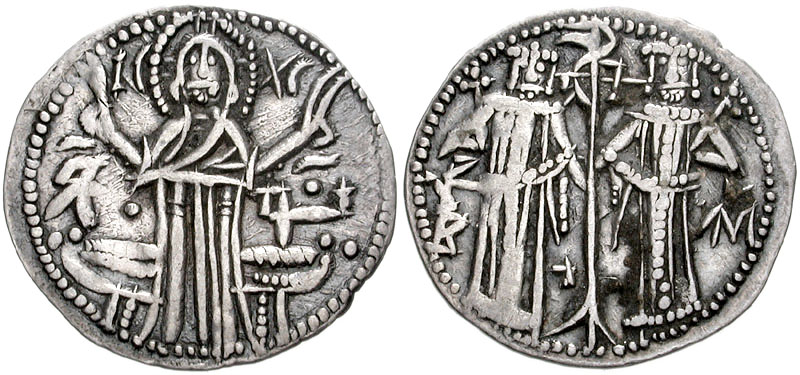
Srebrna moneta Iwana Aleksandra

W 1352 roku doża wenecki Andrea Dandolo wysłał posłów do cara Iwana Aleksandra w Tyrnowie, aby omówić warunki nowego traktatu pokojowego. Traktat został podpisany 4 października tego roku. Zabezpieczał on przed rabunkiem i konfiskatą majętności Wenecjan, którzy ulegliby katastrofie morskiej lub śmierci. Chronił przed zbiorową odpowiedzialnością innych członków społeczności weneckiej w razie popełnienia przestępstwa przez Wenecjanina. Nie zezwalał na pociąganie do odpowiedzialności za długi cudze. Zabraniał samowolnego wkraczania do domów Wenecjan i rewidowania ich. Zezwalał Wenecjanom na budowanie kościołów i składów towarowych. Ustalał wysokość cła na 3 procent.

#### Rozkwit kulturalny
Na lata panowania Iwana Aleksandra przypada okres rozkwitu bułgarskiej sztuki i piśmiennictwa, których car był hojnym mecenasem. Z inicjatywy cara wznoszono liczne nowe cerkwie i remontowano stare. Zachowało się kilkanaście cerkwi z tego okresu: cerkiew św. Piotra w Berende, cerkiew św. Teodora w Boboszewie, cerkiew św. św. Piotra i Pawła w Tyrnowie i powszechnie podziwiana cerkiew świętego Jana Teologa w Monasterze Zemeńskim, pomiędzy Sofią a Kiustendiłem. Wspaniały rozkwit za panowania Iwana Aleksandra przeżyła tyrnowska szkoła malarska. Do najwybitniejszych osiągnięć malarskich tego okresu zalicza się freski w Zemenie i Boboszewej. W Zemenie w cyklu Męki Chrystusa zwraca uwagę ciekawie stylizowane przedstawienie uczniów ogarniętych sennością i usiłujących czuwać na modlitwie oraz odrażająca tłuszcza żydowska usiłująca pojmać Jezusa. W cerkwi boboszewskiej zdrajca Judasz z Kariotu wisi haniebnie na krzyżu. Postaci są stylizowane: wydłużone i wygięte w kształt litery S.

Iwan Aleksander i jego rodzina. Ilustracja z Ewangeliarza cara Iwana Aleksandra

Oprócz sztuki monumentalnej w okresie panowania Iwana Aleksandra rozkwitła również wykwintna sztuka dworska, pozostająca pod bezpośrednim wpływem bizantyńskiego malarstwa miniaturowego. Do zabytków tego malarstwa należą: wykonany dla cara bułgarski przekład kroniki Manassesa i opowieść o wojnie trojańskiej oraz Ewangeliarz z 1356 roku. Historyczny synopsis Konstantego Manassesa przepisany w latach 1344–1345 zawiera ponad dwadzieścia miniatur przedstawiających różne wydarzenia z dziejów Bułgarii, zwłaszcza wielkich bitew z okresu panowania chana Kruma i cara Samuela Komitopula. Między innymi podobiznę chana Kruma pijącego z czaszki zabitego cesarza Nicefora, a dalej tegoż Kruma pokonanego przez cesarza Leona Armeńczyka. Na innym miejscu Rusów atakujących Bułgarię w 969 roku pod wodzą Światosława, a potem rozbitych przez cesarza Jana Tzimiskesa. Miniatury dostarczają wiadomości o bułgarskiej architekturze, militariach i ceremoniale dworskim. Ewangeliarz cara Iwana Aleksandra zawiera 366 miniatur ilustrujących głównie sceny ewangeliczne. Pośród wielu ciekawych pomysłów ilustratorów na uwagę zasługuje przyodziany w szaty prawosławnego biskupa, wskrzeszony z martwych Łazarz. Szczególnie interesujące dla dziejów Bułgarii są wizerunki cara Iwana Aleksandra i jego rodziny w złotych, szkarłatnych i purpurowych szatach. Car poufale gawędzi z poszczególnymi ewangelistami, a w scenie Sądu Ostatecznego zajmuje poczesne miejsce pośród dusz błogosławionych. Oprócz malarstwa rozwijało się również rzemiosło artystyczne, wyrabiano ceramikę służącą do przyozdabiania domów, świątyń i klasztorów, kwitło jubilerstwo i rzeźba w drewnie.
Mecenat cara, a z drugiej strony ferment religijny i umysłowy w Bizancjum przyczyniły się do powstania i krótkiego choć świetnego rozwoju piśmienniczej szkoły tyrnowskiej. Za jej twórcę uważa się Teodozego Tyrnowskiego, ucznia Grzegorza Synaity, twórcy ruchu hezychastycznego. Teodozy, na wzór pustelni mistrza w Parorii, założył około 1350 roku monaster w Kilifarewie pod Tyrnowem. W krótkim czasie Monaster Kilifarewski stał się ośrodkiem piśmiennictwa i promieniowania hezychazmu. Dzięki kontaktom Teodozego z Athosem i Konstantynopolem w szkole tyrnowskiej rozwinęło się piśmiennictwo religijne ściśle związane z ówczesnym piśmiennictwem bizantyńskim. Powstały liczne hagiografie rozwijające twórczo schematy opracowane w X wieku przez Symeona Metafrastesa. Rozwinął się też własny styl szkoły charakteryzujący się bogactwem wymyślnych ozdób retorycznych, nazywany splataniem słów.

#### Ożywienie religijne
Lata panowania Iwana Aleksandra przyniosły też wyraźne ożywienie religijne. Na przełomie XIII i XIV mnich grecki Grzegorz Synaita zaczął nauczać ascetycznych praktyk prowadzących do mistycznego obcowania z Bogiem, początkowo na górze Athos, a następnie w założonej przez siebie pustelni w Parorii, na pograniczu bułgarsko-bizantyńskim w górach Strandża. Ruch nazwany hezychastycznym szybko rozprzestrzenił się po monasterach słowiańskich i greckich. Hezychaści dążyli do oglądania wiekuistej światłości, jaka objawiła się apostołom na górze Tabor. Droga do tego wiodła przez pokutę, oczyszczanie się z ziemskich namiętności i kontemplację. Zalecali odmawianie modlitwy Jezusowej, której miały towarzyszyć ćwiczenia oddechowe i odpowiednia postawa. W Bułgarii głównym nauczycielem hezychazmu stał się Teodozy Tyrnowski. Ruch hezychastyczny zacieśnił poczucie wspólnoty prawosławnej pomiędzy Grekami, Bułgarami i Serbami, przyczyniając się jednocześnie do wzmożenia wpływów bizantyńskich.
W chylącym się ku upadkowi państwie wraz z rozkwitem kultury dworskiej i szerzeniem się ruchu ascetyczno-mistycznego nastąpił rozkład obyczajów i pojawiły się w wielkiej ilości zabobony i herezje. Adamici na dawnych uroczyskach pogańskich odprawiali nocne orgie; przybyły z Konstantynopola mnich Teokryt składał ofiary pod świętym dębem, a mniszka Irina z Sołunia w otoczeniu swych zwolenników wprawiała lud w zgrozę rozwiązłością. Pojawili się znowu bogomili i warlaamici.

#### Schyłek panowania
W 1352 roku Turcy Osmańscy zdobyli bizantyńską twierdzę Cimpe na półwyspie Gallipoli, pierwszy skrawek ziemi w Europie. Bułgarzy i Grecy nie potrafili zawrzeć trwałego przymierza przeciw Turkom. Wprawdzie w 1354 roku został zawarty sojusz pomiędzy Iwanem Aleksandrem i cesarzem Janem V Paleologiem umocniony zaręczynami córki cara Keracy z synem cesarza Andronikiem, wkrótce jednak obydwa państwa wznowiły wojnę o wschodnią Trację.
W 1355 roku zmarł najpoważniejszy rywal Turków na Bałkanach Stefan Duszan, a jego państwo rozpadło się na szereg drobnych państw. W 1359 roku Turcy pojawili się pod Konstantynopolem. W następnych latach podbili południową Trację. Około 1362 roku zdobyli Adrianopol. w 1363 roku wódz sułtana Murada I Lalaszachin zdobył bułgarski Płowdiw. W ręce Turków wpadła również Stara Zagora. W dwa lata później stolica państwa tureckiego została przeniesiona do Adrianopola, a miejscowa ludność wysiedlona do Azji.

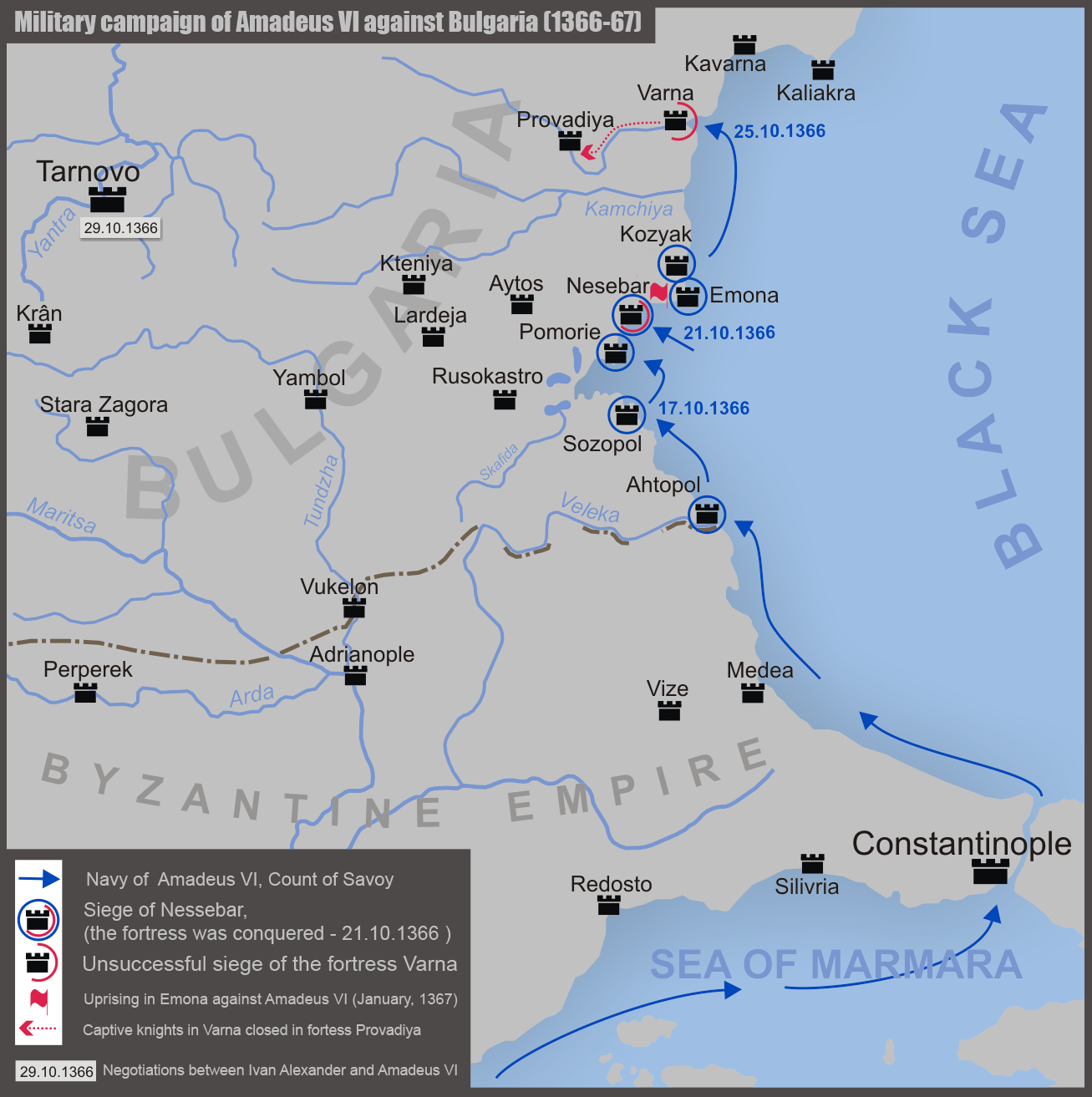
Kampania Amadeusza VI przeciw Bułgarii (1366–67)

Mimo niebezpieczeństwa tureckiego cesarz bizantyński nie dążył do sojuszu z Bułgarami, lecz w 1364 roku, najechał ziemie bułgarskie i zdobył Anchialos i Messembrię. Iwan Aleksander zwrócił się o pomoc do Turków. Wspomagany przez wojska tureckie z trudem obronił się przed najazdem bizantyńskim. Wyprawa Jana V ujawniła, że na Bałkanach istnieje państwo jeszcze słabsze niż upadające Bizancjum. Zagrożony przymierzem bułgarsko-tureckim cesarz Jan V zwrócił się o pomoc przeciw Turkom i ich sojusznikom Bułgarom do papiestwa i państw katolickich. W odpowiedzi na ten apel wiosną 1365 roku król węgierski Ludwik I najechał i zdobył ziemię widyńską. Zdobyte terytorium przekształcił w graniczny banat węgierski. Iwan Stracimir, władca Widynia, dostał się do niewoli.
W 1366 roku Jan V udał się na Węgry, żeby skłonić Ludwika I do podjęcia wyprawy krzyżowej przeciw Turkom i ich sojusznikom Bułgarom. Zirytowany postępowaniem cesarza Iwan Aleksander odmówił przepuszczenia cesarza z powrotem. Na apel Jana V o pomoc odpowiedział wtedy jego cioteczny brat Amadeusz hrabia Sabaudii. Wyruszył z silną flotą przeciwko Turkom. W sierpniu 1366 roku odebrał im Gallipoli, a w następnych miesiącach zdobył na Bułgarach: Messembrię, Anchialos, Sozopol, Rosokastro i Emonę. Bułgarzy obronili jedynie Warnę. Iwan Aleksander zgodził się teraz przepuścić cesarza bizantyńskiego, nie odzyskał jednak wszystkich utraconych miast. Anchialos, Messembria i Sozopol zostały przy Bizancjum. Król Ludwik I ostatecznie nie podjął wyprawy krzyżowej. Iwanowi Aleksandrowi udało się w 1369 lub 1370 roku odzyskać przy pomocy hospodara mołdawskiego Władysława Widyń. Zmarł 17 lutego 1371 roku.

## Podbój turecki

### Postępy tureckie

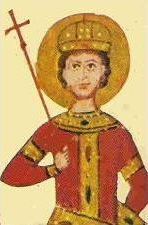
Iwan Szyszman

Po śmierci Iwana Aleksandra władzę objęli Iwan Szyszman w Tyrnowie (1371-1393) i Iwan Stracimir w Widyniu (1371-1396). Pomimo że zgodnie z rozporządzeniem Iwana Aleksandra z 1363 roku starszy z synów Iwan Stracimir miał podlegać na wydzielonej mu części państwa władającemu w Tyrnowie młodszemu Iwanowi Szyszmanowi, natychmiast po śmierci ojca doszło do wypowiedzenia posłuszeństwa przez starszego brata, który jeszcze w 1371 roku ogłosił się w Widyniu carem. Aby nie podlegać patriarsze w Tyrnowie, Iwan Stracimir podporządkował się patriarsze w Konstantynopolu. W obliczu inwazji tureckiej na Bałkany Bułgaria rozpadła się na dwa wrogie sobie państwa.
Jeszcze w tym samym 1371 roku serbscy władcy z Macedonii Wukaszyn i Ugliesza podjęli wspólnie wyprawę przeciw Turkom, która zakończyła się klęską pod Czarnomenem na prawym brzegu Maricy. Po bitwie nad Maricą Turcy zajęli ziemie despoty Uglieszy z twierdzami Seres i Drama. Następca Wukaszyna, książę Marek, panujący nad Prilepem, uznał się wasalem tureckim, podobnie jak władcy północno-wschodniej Macedonii, rezydujący w Welbużdzie bracia Dejanowicze. Po bitwie Turcy zajęli zamki w Rodopach i północno-wschodnią Trację, w tym bułgarskie miasta Kazałagacz (obec. Ełchowo), Jamboł i Karnobat. Wkrótce potem zdobyli na Bizancjum bułgarskie porty: Messembrię, Anchialos i Sozopol. Car Iwan Szyszman uznał się lennikiem tureckim, oddając sułtanowi za żonę swą siostrę Tamarę (Marę). W 1382 roku Turcy oblegli i zdobyli bułgarski Sredec, a w 1386 roku po krwawych walkach Nisz.
Celem Turków było wbicie klina między Bułgarię a najsilniejsze państwo serbskie księcia Łazarza Hrebeljanovicia. Książę Łazarz, władca większości ziem serbskich, zagrożony przez Turków zawarł sojusz z władcami Zety, Kosowego Pola, potężnym królem bośniackim Twertkiem I i z Iwanem Szyszmanem. Kiedy jednak Turcy w 1387 roku zaatakowali Serbię, Iwan Szyszman nie pospieszył swemu sojusznikowi z pomocą. Połączone siły serbskie i bośniackie rozbiły jednak sułtana Murada I nad rzeką Toplicą. Sułtan starannie przygotował się do następnej wyprawy – postanawiając najpierw rozprawić się z najsłabszym przeciwnikiem carem Iwanem Szyszmanem. W 1388 roku wielka armia Alego-Paszy Czandarli nieoczekiwanie przekroczyła Starą Płaninę, spustoszyła północno-wschodnią Bułgarię i zdobyła miasta Owecz (obec. Prowadija), Szumen i Madarę. Obroniła się wówczas jedynie, znajdująca się w państwie dobrudżańskim Warna. Car Iwan Szyszman zamknął się w twierdzy Nikopol. Kiedy ataki Alego-Paszy nie mogły przełamać obrony bułgarskiej, z pomocą swemu wodzowi nadciągnął sułtan Murad I. Iwan Szyszman poprosił o pokój, obiecał uznać się wasalem sułtana i przekazać mu twierdzę Drystrę. Gdy zwlekał z oddaniem twierdzy, sułtan ponownie obległ Nikopol. Car skapitulował. W tym czasie zwierzchnictwo tureckie uznał również władca Dobroticy Iwanko.

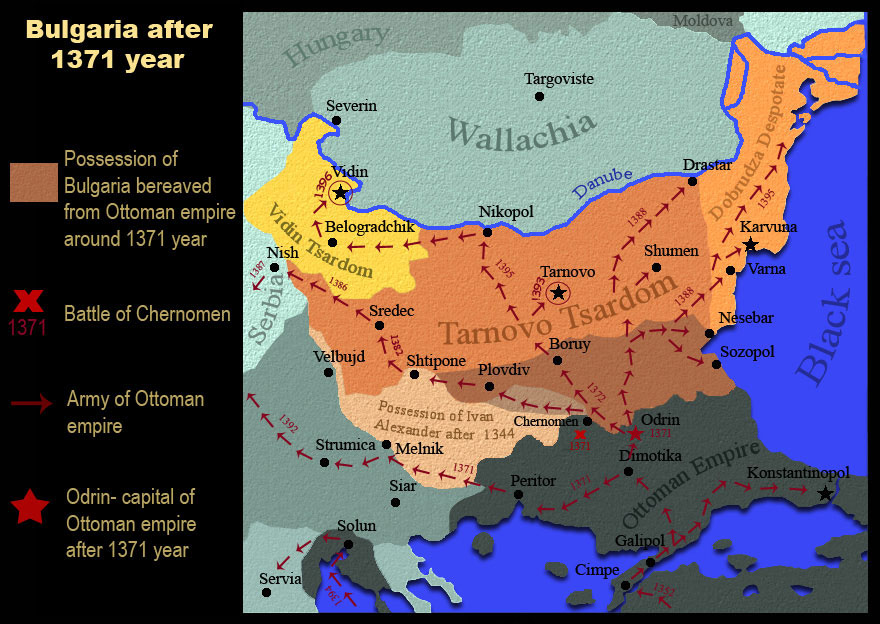
Bułgaria po 1371 roku

W 1389 roku Murad I wtargnął z wielką armią poprzez ziemie macedońskie na Kosowe Pole. W dniu świętego Wita, 15 czerwca, pod Prisztiną rozegrała się wielka bitwa, która przesądziła o losach cesarstwa tyrnowskiego. W bitwie zginął wprawdzie sułtan Murad I. Jego syn Bajazyd I odniósł jednak zwycięstwo nad siłami serbskimi, a książę Łazarz został wzięty do niewoli i ścięty. Serbia pozbawiona władcy przyjęła zwierzchnictwo sułtana. W 1391 roku Bajazyd spustoszył ziemie graniczącego z Bułgarią od północy hospodarstwa wołoskiego Iwana Mirczy, który rok wcześniej zdobył turecką Drystrę oraz dobrudżańskie księstwo Iwanki i ogłosił się „despotą ziem Dobroticy i hospodarem Drystry”. Po uporczywej obronie Iwan Mircza uznał zwierzchnictwo tureckie i oddał Turkom niedawno zdobyte: Drystrę i Dobrudżę.

### Podbój Bułgarii
Wiosną 1393 roku Bajazyd I obległ z wielką armią Tyrnowo. Miasto broniło się przez 3 miesiące. Dopiero głód, a być może i zdrada oddały je Turkom. Zdobywcy zniszczyli cerkwie, wymordowali bojarów wraz z rodzinami, wywieźli z miasta patriarchę Eutymiusza, a ludność przesiedlili do Azji Mniejszej. Po upadku Tyrnowa Bajazyd I zdobył Nikopol, gdzie przebywał Iwan Szyszman. Ostatni car tyrnowski został wtrącony do więzienia w Płowdiwie i tam zmarł.
Iwan Stracimir już w 1388 roku uznał się wasalem tureckim. W 1394 roku Bajazyd I pokonał hospodara wołoskiego Iwana Mirczę pod Rowinami i osadził na tronie wołoskim swego kandydata Włada I. Państwo widyńskie zostało otoczone przez ziemie tureckie. Jego kres nastąpił w dwa lata później, po klęsce armii krzyżowej Zygmunta Luksemburskiego pod Nikopolem 25 września 1396 roku. Jeszcze w 1396 roku sułtan obległ i zdobył Widyń, a ziemie carstwa wcielił do Turcji. Ostatni car bułgarski Iwan Stracimir zmarł na wygnaniu w Azji Mniejszej.